# 미국 남북 전쟁의 서부 전선

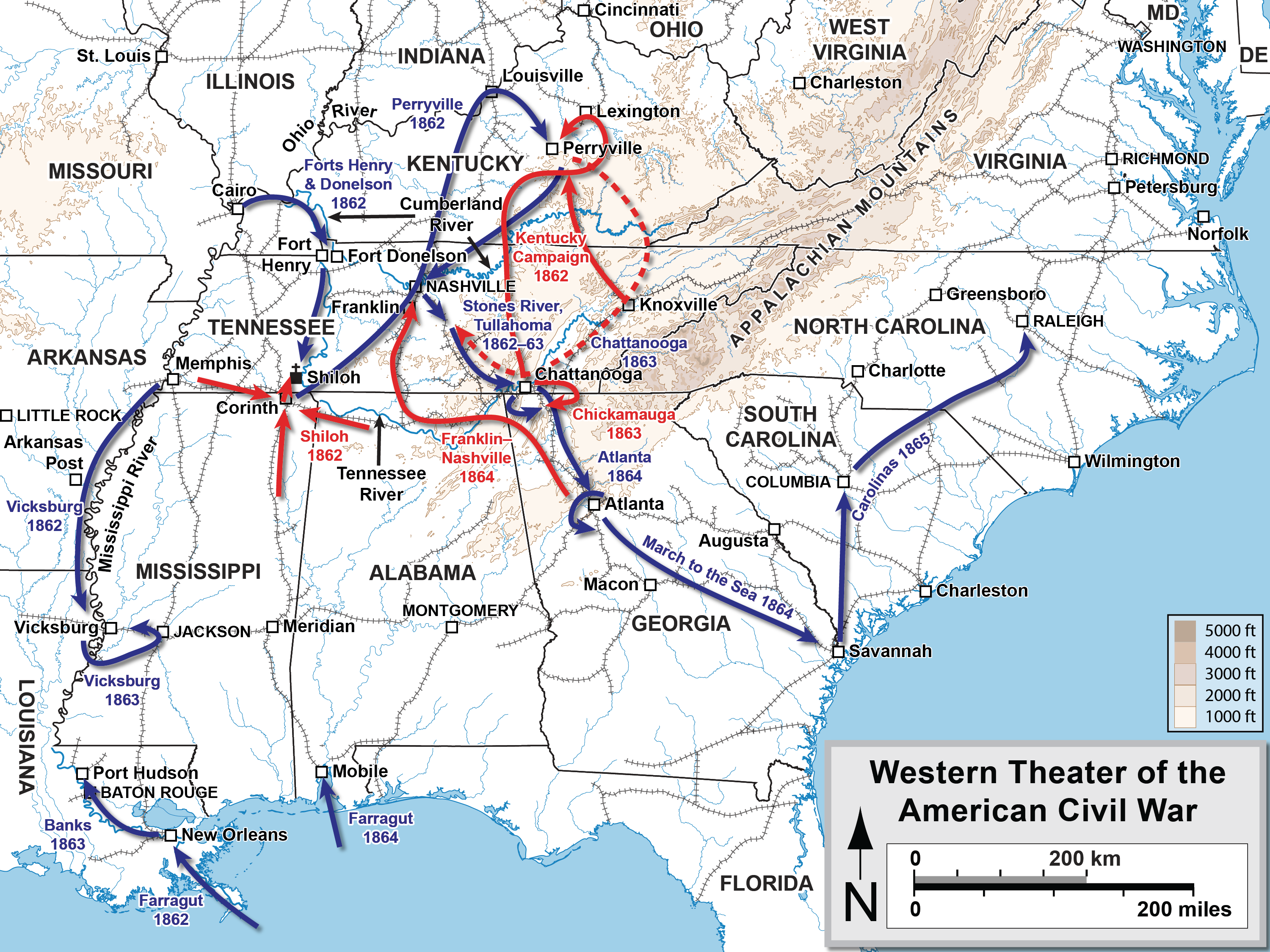
서부 전선 개요 (1861년~1865년)
남부 연합
연방

남북 전쟁의 서부 전선은 앨라배마주, 조지아주, 플로리다주, 미시시피주, 노스캐롤라이나주, 켄터키주, 사우스캐롤라이나주, 테네시주뿐만 아니라 미시시피강 동쪽 루이지애나주에서 벌어진 주요 군사 작전을 포함했다. 모빌 만을 제외한 이들 주의 해안에서의 작전은 하부 해안 전선의 일부로 간주된다. 애팔래치아산맥 동쪽의 다른 대부분의 작전은 동부 전선의 일부이다. 미시시피강 서쪽의 작전은 트랜스 미시시피 전선에서 이루어졌다.
서부 전선은 북군이 이 지역의 주요 강(미시시피강, 테네시강, 컴벌랜드강)을 통해 미국 남부의 농업 중심지로 직접 진격하는 통로 역할을 했다. 아메리카 연합국은 제한된 자원으로 방대한 지역을 방어해야 했다. 대부분의 철도는 동서가 아닌 남북으로 이어져, 남부 연합 동부의 인구 밀집 및 산업화 지역에서 멀리 떨어진 군대에 증원군과 보급품을 보내기 어려웠다.
북군의 작전은 1861년 9월 켄터키주를 북군의 수중에 확보하려는 시도로 시작되었는데, 1861년 말부터 1862년까지 켄터키주의 절반 이상이 남부 연합의 통제하에 있었다. 율리시스 S. 그랜트 소장의 테네시강군은 1861년과 1862년에 켄터키주와 테네시주 서부에서 초기 성공을 거두며 헨리 요새와 도넬슨 요새의 중요한 전략적 위치를 점령했다. 테네시강군과 오하이오군은 앨버트 시드니 존스턴 장군이 지휘하는 남부 연합의 미시시피군을 샤일로 전투에서 격파하고 서부 테네시주에서 몰아낸 후 미시시피주로 진격하여 코린스를 점령했다. 그랜트의 군대는 1862년~1863년에 빅스버그를 향해 진격하여 점령했다. 한편, 오하이오군은 켄터키주에 대한 남부 연합의 침공을 저지하고, 1863년 스톤스 리버 전투와 털라호마 전역을 통해 테네시주 대부분을 장악했으며, 이때 브랙스턴 브래그가 지휘하는 남부 연합의 테네시군과 전투를 벌였는데, 브래그는 종종 군사적 기술의 부족으로 비판받았다.
북군은 치카마우가 전투에서 조지아주 침공이 잠시 저지되었고, 채터누가에서 포위되었다. 이제 새로 창설된 미시시피 군관구를 지휘하는 그랜트는 지휘권을 넘겨받았고, 테네시강군과 동부의 포토맥 군으로부터 증원군을 받았다. 채터누가 포위는 1863년 11월에 해제되었다. 에이브러햄 링컨에 의해 총사령관으로 승진한 후, 그랜트는 윌리엄 테쿰세 셔먼 소장에게 연합군 지휘권을 맡겼다. 채터누가는 셔먼이 남부 연합의 철도 중심지인 애틀랜타를 점령하고 대서양으로 진격하여 남부 연합에 큰 병참 및 심리적 타격을 가하는 발판이 되었다. 대서양에 도달한 후 셔먼은 캐롤라이나주를 침공했다. 서부 전선의 작전은 1865년 5월 로버트 E. 리 장군이 애퍼매틱스 코트 하우스에서 그랜트에게 항복한 후 노스캐롤라이나주와 플로리다주에서 남부군이 북군에 항복하면서 종료되었다.
서부 전선은 일반적으로 동부 전선보다 덜 주목받는다. 이는 동부에서 벌어진 작전이 수도와 주요 인구 중심지에 더 가까웠기 때문이다. 그러나 일부 역사가들은 서부 전선을 전쟁에서 가장 중요한 전선으로 간주한다. 동부 전선이 1864년까지 본질적으로 교착 상태에 머물렀던 반면, 서부의 북군 병력은 1861년부터 꾸준히 남부 연합군을 포위하고 후퇴시켜 결국 항복하게 만들 수 있었다. 이는 치카마우가에서의 단 한 번의 패배를 제외하고 주요 전투에서 북군이 꾸준히 승리한 결과였다.

## 작전 전선

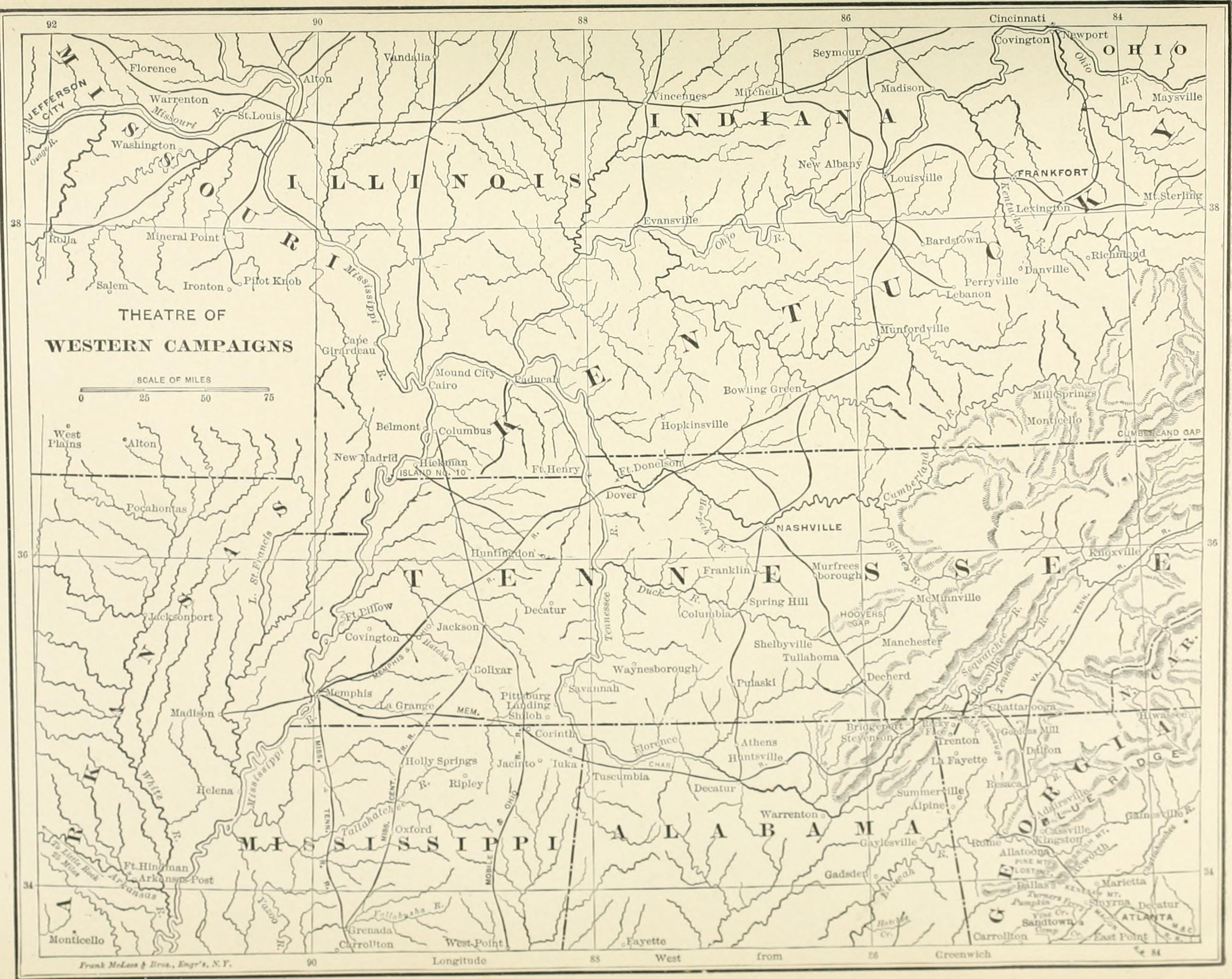
남북 전쟁 사진 역사에 나오는 서부 전선 지도

서부 전선은 지리와 전역의 순서에 따라 정의된 지역이었다. 원래는 미시시피강 동쪽과 애팔래치아산맥 서쪽 지역을 의미했다. 멕시코만 연안과 미국 동해안에 대한 작전은 제외되었지만, 전쟁이 진행되고 윌리엄 테쿰세 셔먼의 북군이 1864년과 1865년에 채터누가에서 남동쪽으로 이동하면서 전선의 정의는 조지아주와 캐롤라이나주로의 작전을 포함하도록 확장되었다.
버지니아 전선은 단연코 더 명망 높은 전선이었다. ... 그러나 전쟁의 결과는 그곳이 아니라 애팔래치아 산맥 서쪽에서 미시시피 강과 그 너머로 뻗어 있는 광대한 지역에서 결정되었다. 이곳 서부에서 진정으로 결정적인 전투가 벌어졌다.
서부는 어떤 면에서는 전쟁에서 가장 중요한 전선이었다. 미시시피강 점령은 북군 총사령관 윈필드 스콧의 아나콘다 계획의 주요 원칙 중 하나였다. 군사 역사가 J. F. C. 풀러는 북군의 침공을 켄터키주에서 시작하여 미시시피강을 따라 남쪽으로, 그리고 테네시주, 조지아주, 캐롤라이나주를 거쳐 동쪽으로 이어지는 거대한 좌회전 기동으로 묘사했다. 치카마우가 전투와 몇몇 대담한 기병 또는 유격전 부대의 습격을 제외하면, 서부에서의 4년은 남부 연합에게 거의 연속적인 패배의 연속이었다. 또는 기껏해야 전략적 역전으로 판명된 전술적 무승부였다. 북군 장군들은 기병대 사령관 네이선 베드퍼드 포러스트를 제외하고는 대부분의 남부 연합 상대방을 꾸준히 압도했다. 전쟁이 진행됨에 따라 서부 전선의 많은 북군 장교들은 해방을 남부 연합의 노동력을 박탈하고 이전에 노예였던 개인으로 북군 병력을 강화함으로써 남부 연합을 약화시키는 실용적인 전략으로 보기 시작했다. 해방에 대한 이러한 실용적인 접근 방식은 이 지역에서 북군 군사 정책에 중요한 역할을 했다. 동부의 적대적인 수도와 인구 밀집 지역(그리고 그에 따른 신문 집중)과의 근접성이 부족하고, 놀라운 남부 연합의 승리와 로버트 E. 리, 조지 매클렐런, 스톤월 잭슨과 같은 동부 장군들의 명성 때문에 서부 전선은 당시에도 이후의 역사 기록에서도 동부 전선보다 훨씬 적은 관심을 받았다. 북군이 서부에서 남부 연합군을 격파하고 남부 연합 영토를 점령하면서 이룬 거의 꾸준한 진전은 거의 눈에 띄지 않았다. 전통적인 북군과 남부 연합의 전투 외에도 서부 전선은 아메리카 원주민 국가와의 갈등, 서부 영토에서 노예제를 통제하려는 연방의 노력, 국경 지역에서의 정치적 충성심을 둘러싼 투쟁으로도 형성되었다.
미국 미국 국립공원관리청에서 정한 전역 분류는 이 문서에서 사용된 분류보다 더 세분화되어 있다. 일부 소규모 국립공원관리청 전역은 생략되었고, 일부는 더 큰 범주로 결합되었다. 이 전선에 대해 국립공원관리청이 분류한 117개의 전투 중 소수만이 설명되어 있다. 오른쪽 여백의 상자 안에 있는 텍스트는 각 섹션과 관련된 국립공원관리청 전역을 보여준다.

## 서부 전선의 주요 지휘관
- 육군 중장
율리시스 S. 그랜트,
북군
- 소장
헨리 할렉,
북군
- 소장
윌리엄 테쿰세 셔먼,
북군
- 소장
조지 토머스,
북군
- 소장
돈 카를로스 부엘,
북군
- 소장
윌리엄 로즈크랜스,
북군
- 소장
제임스 B. 맥퍼슨,
북군

- 장군
앨버트 시드니 존스턴,
남군
- 장군
피에르 보우리가드,
남군
- 장군
조지프 E. 존스턴,
남군
- 장군
브랙스턴 브래그,
남군
- 육군 중장
존 벨 후드,
남군
- 육군 중장
네이선 베드퍼드 포러스트
남군
- 소장
에드먼드 커비 스미스,
남군

## 초기 작전 (1861년 6월 ~ 1862년 1월)

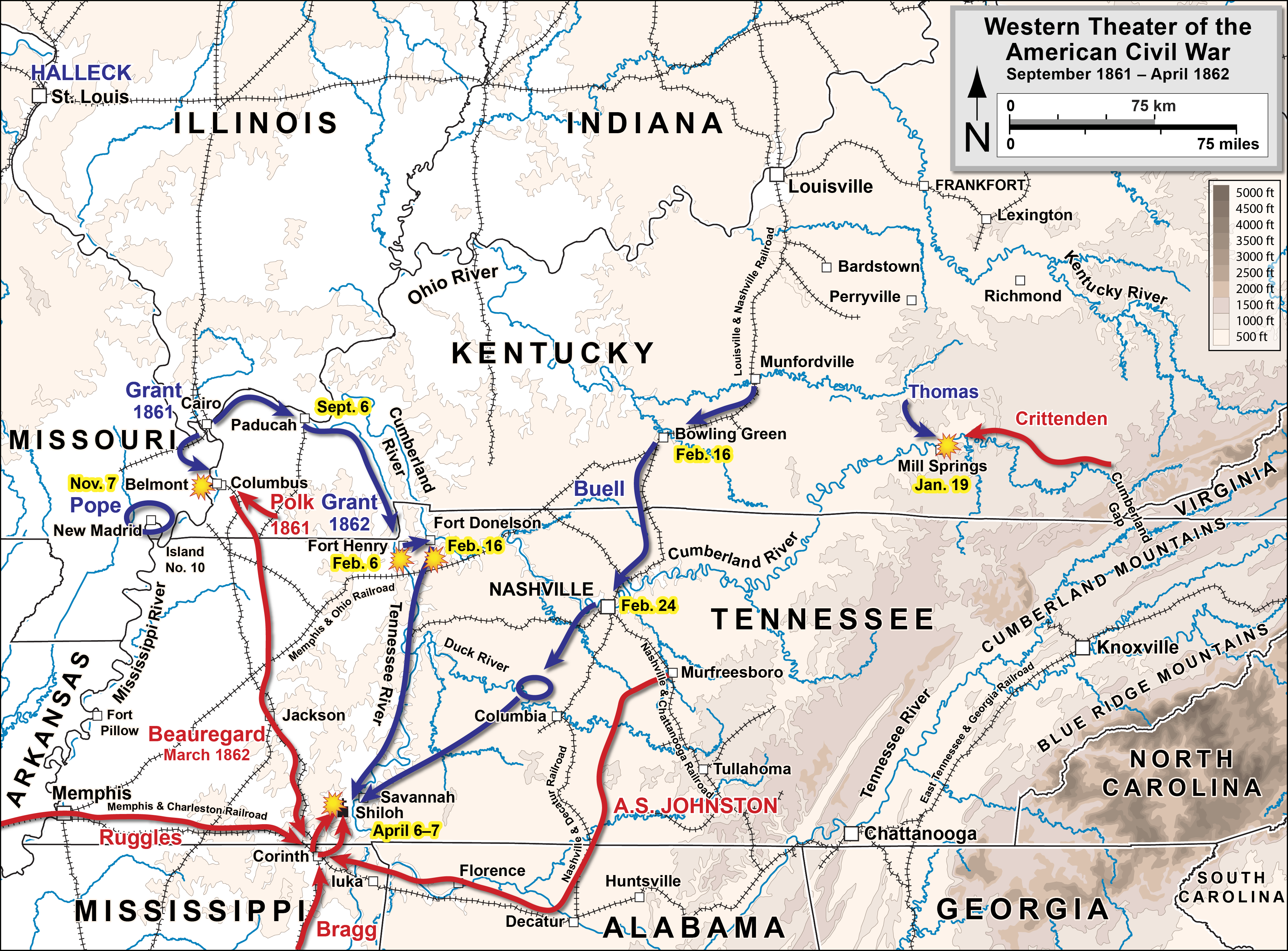
벨몬트(1861년 11월)부터 샤일로(1862년 4월)까지

전쟁 초기의 초점은 미주리주와 켄터키주라는 두 가지 중요한 주에 맞춰져 있었다. 어느 하나라도 잃는다면 연방 대의에 치명적인 타격이 될 것이었다. 주로 내서니얼 라이언 대위의 성공과 6월 분빌에서의 승리 덕분에 미주리주는 연방에 남게 되었다. 친남부 연합 주지사와 친연방 의회를 가진 켄터키주는 양측 사이에서 중립을 선언했다. 이 중립은 9월 3일 남부 연합 소장 레오니다스 폴크가 콜럼버스를 점령하면서 처음 위반되었는데, 콜럼버스는 미시시피강 하류를 통제하는 데 핵심적인 곳으로 간주되었다. 이틀 후 북군 준장 율리시스 S. 그랜트는 그의 후기 경력을 특징지을 개인적인 주도성을 발휘하여 퍼듀카를 점령했다. 이후 어느 쪽도 선언된 주의 중립을 존중하지 않았다. 주 정부의 대부분은 연방에 충성했지만, 의회의 친남부 연합 세력은 러셀빌에 별도의 정부를 조직하여 아메리카 연합국에 가입했다. 이러한 일련의 사건은 켄터키주가 공식적으로 남부 연합에 가담하지 않았고, 만약 북군이 켄터키주 내에서 기동하는 것이 막혔다면 테네시주에서의 후기 성공적인 작전이 더 어려웠을 것이기 때문에 북군의 승리로 간주된다.
남부 연합 측에서는 앨버트 시드니 존스턴 장군이 아칸소주에서 컴벌랜드 갭까지 모든 병력을 지휘했다. 그는 수적으로 열세인 병력으로 넓은 전선을 방어해야 하는 문제에 직면했지만, 병력을 필요한 곳으로 신속하게 이동시킬 수 있는 훌륭한 측면 통신 체계를 가지고 있었고, 유능한 부하인 폴크와 윌리엄 J. 하디 소장을 두었다. 존스턴은 또한 러셀빌 협약으로 볼링그린에 새로운 남부 연합 수도가 세워지면서 켄터키주 중서부 카운티의 분리주의자들로부터 정치적 지지를 얻었다. 대안 정부는 남부 연합 정부에 의해 인정되었고, 남부 연합 정부는 1861년 12월 켄터키주를 남부 연합에 편입시켰다. 모바일 & 오하이오 철도의 철도 시스템 자원을 이용하여 폴크는 콜럼버스에 있는 남부 연합 기지를 신속하게 요새화하고 장비를 갖출 수 있었다.
그러나 서부의 북군 군사 지휘부는 11월에 세 개의 독립된 부서로 조직되면서 통일된 지휘 체계의 부재로 어려움을 겪었다. 데이비드 헌터 소장이 지휘하는 캔자스부, 헨리 할렉 소장이 지휘하는 미주리부, 그리고 윌리엄 테쿰세 셔먼 준장을 대신하여 돈 카를로스 부엘 준장이 지휘하는 오하이오부였다. 1862년 1월까지 이러한 지휘의 분열은 서부 전선에서의 작전 전략에 대해 합의할 수 없었기 때문에 명백했다. 친연방인 동부 테네시를 침공하고 점령하라는 정치적 압력을 받은 부엘은 내슈빌 방향으로 천천히 움직였지만, 제임스 A. 가필드 대령이 지휘하는 미들 크릭 (1862년 1월 10일)과 조지 토머스 준장이 지휘하는 밀 스프링스 (1월 19일)에서의 소규모 승리 외에는 목표에 대해 더 실질적인 것을 달성하지 못했다. (밀 스프링스는 전략적인 의미에서 중요한 승리였다. 남부 연합 서부 방어선의 끝을 무너뜨리고 컴벌랜드 갭을 동부 테네시로 열었지만, 부엘을 내슈빌에 더 가까이 데려가지 못했다.) 할렉의 부서에서는 그랜트가 벨몬트의 남부 연합 캠프를 공격하여 미시시피강을 따라 진격하여 부엘의 의도된 진격에서 주의를 돌리려 했으나, 이는 발생하지 않았다. 1862년 2월 1일, 그랜트의 반복된 요청 후 할렉은 그랜트에게 테네시강의 헨리 요새를 공격하도록 승인했다.

## 테네시, 컴벌랜드, 미시시피 강 (1862년 2월 ~ 6월)
그랜트는 신속하게 움직여 2월 2일 강 수송선을 타고 병력을 테네시강을 거슬러 헨리 요새로 이동시키기 시작했다. 전역에서의 그의 작전은 미국 해군 제독 앤드루 H. 푸트와 잘 조율되었다. 요새는 범람원에 위치하여 포격에 거의 무방비 상태였고, 겨울비로 인한 홍수로 많은 포대가 물에 잠겨 있었다. 켄터키주의 이전 중립성 때문에 남부 연합은 주 내의 더 전략적인 위치에 강 방어 시설을 건설할 수 없었으므로, 테네시주 경계 바로 안쪽의 위치에 정착했다. 로이드 틸먼 준장은 2월 5일 거의 모든 수비대를 철수시켜 내륙으로 11 마일 (18 km) 동쪽으로 돈넬슨 요새로 이동했다. 감소된 인원으로 대포를 조작하는 틸먼은 북군 전대와 거의 3시간 동안 포격전을 벌인 후 더 이상의 저항이 무의미하다고 판단했다. 테네시강은 이후 남부로의 북군 작전을 위해 개방되었다.
도넬슨 요새는 컴벌랜드강에 위치하여 헨리 요새보다 방어가 더 용이했으며, 요새에 대한 해군 공격은 효과적이지 않았다. 그랜트의 군대는 틸먼의 병사들을 추격하여 육로로 이동했고, 요새 후방에서 즉각적인 공격을 시도했지만 성공하지 못했다. 2월 15일, 존 B. 플로이드 준장이 지휘하는 남부 연합군은 탈출을 시도하여 북군 우익 측면(존 A. 맥클러넌드 준장이 지휘)에 기습 공격을 가하여 맥클러넌드 사단을 후퇴시켰지만, 도망칠 필요한 돌파구를 만들지는 못했다. 그랜트는 이 일시적인 역전을 만회하고 약화된 남부 연합 우익을 공격했다. 요새와 도버 마을에 갇힌 남부 연합 사이먼 B. 버크너 준장은 그랜트의 "무조건 항복" 요구에 11,500명의 병력과 많은 필요한 대포 및 보급품을 항복했다. 헨리와 도넬슨에서의 연합된 승리는 전쟁에서 첫 번째 중요한 북군 승리였으며, 두 개의 주요 강이 테네시 침공에 사용될 수 있게 되었다.
존스턴의 전방 방어선이 뚫렸다. 그랜트가 예상했듯이 콜럼버스에 있던 폴크의 위치는 유지할 수 없었고, 돈넬슨이 함락된 직후 철수했다. 그랜트는 이전에 남부 연합군이 서로를 지원하기 위해 횡적으로 이동할 수 있게 했던 멤피스 & 오하이오 철도도 끊었다. 피에르 보우리가드 장군은 2월에 동부에서 존스턴에게 보고하기 위해 도착했으며, 미시시피강과 테네시강 사이의 모든 남부 연합군을 지휘하여 존스턴이 머프리즈버러에 소규모 병력만 지휘하도록 사실상 지휘권을 분할했다. 보우리가드는 코린스 근처에 병력을 집중시키고 공세를 준비할 계획이었다. 존스턴은 3월 말까지 자신의 병력을 이동시켜 보우리가드와 합류했다.
북군의 작전 준비는 순조롭게 진행되지 않았다. 할렉은 조지 매클렐런 총사령관과의 관계에 더 신경을 쓰는 듯했으며, 남부 연합군이 분열되어 상세하게 격파될 수 있다는 점을 이해하는 데는 미흡했다. 더욱이 그는 내슈빌에 있는 그의 동료 부엘과 공동 작전 방침에 합의할 수 없었다. 그는 그랜트를 테네시강 상류로 보냈고, 부엘은 내슈빌에 머물렀다. 3월 11일, 링컨 대통령은 할렉을 미주리강부터 녹스빌까지 모든 병력의 지휘관으로 임명하여 필요한 통일된 지휘 체계를 달성했고, 할렉은 부엘에게 테네시강의 피츠버그 상륙 지점에서 그랜트의 병력에 합류하도록 명령했다.

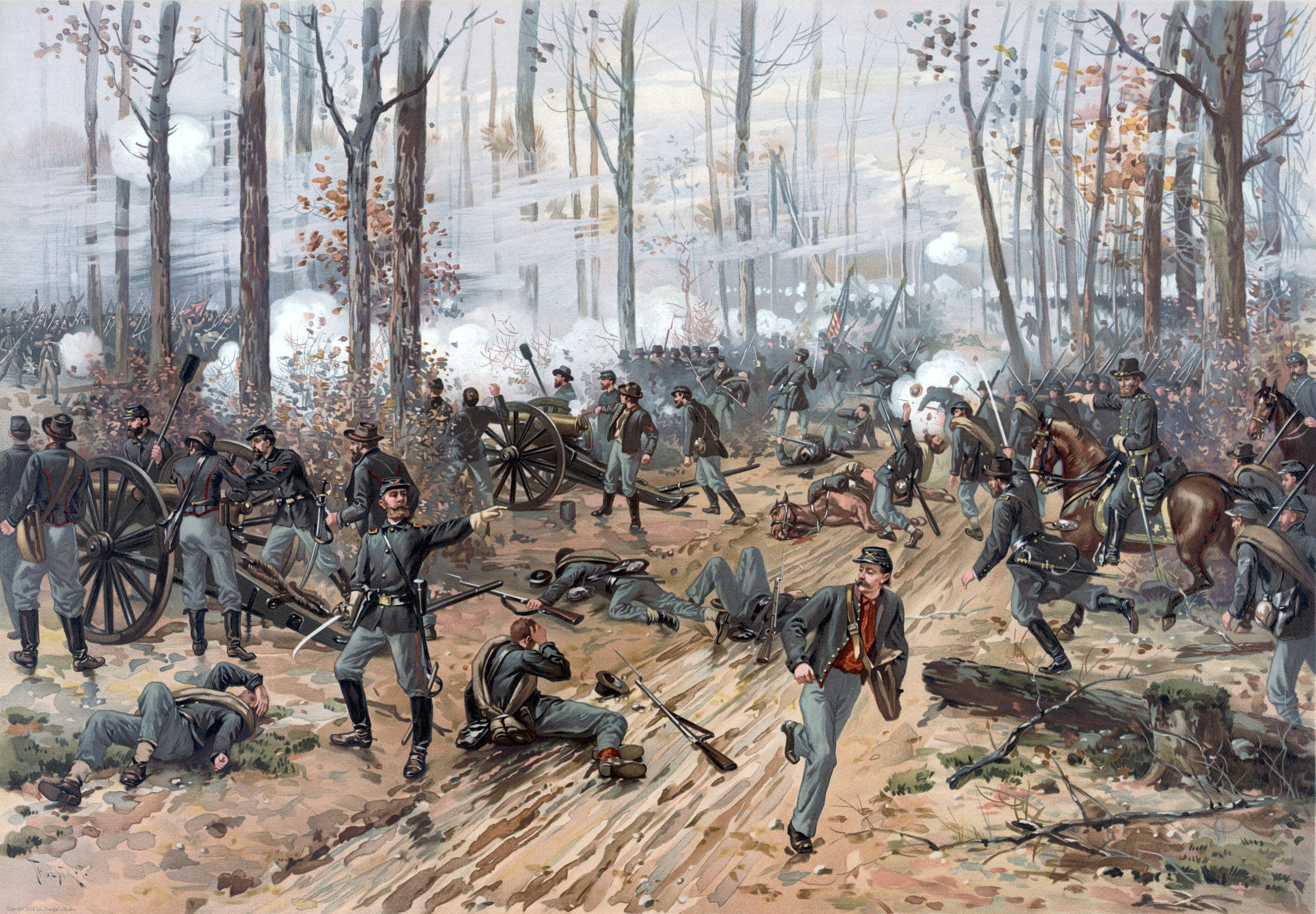
샤일로 전투는 1862년 4월 6일~7일 테네시주 남서부에서 벌어졌다.

4월 6일, 보우리가드와 존스턴이 지휘하는 연합 남부군은 샤일로 전투에서 피츠버그 상륙 지점에서 준비되지 않은 그랜트의 서부 테네시군을 새벽에 대규모 공격으로 기습했다. 전투 첫날, 남부 연합의 맹공은 그랜트를 테네시강 쪽으로 밀어붙였지만 그를 격파할 수는 없었다. 존스턴은 그날 보병 돌격을 이끌다 치명적인 부상을 입었다. 그는 제퍼슨 데이비스에게 당시 남부 연합에서 가장 유능한 장군으로 여겨졌다. 둘째 날인 4월 7일, 그랜트는 부엘로부터 증원군을 받아 반격을 개시하여 남부 연합군을 후퇴시켰다. 그랜트는 후퇴하는 적군을 추격하지 못했고, 이로 인해 엄청난 비난을 받았으며, 그 엄청난 인명 손실(거의 24,000명의 사상자)은 이전의 모든 미국 전투를 합친 것보다 많았다.
북군의 미시시피강 통제가 강화되기 시작했다. 4월 7일, 남부 연합군이 샤일로에서 후퇴하는 동안, 북군 존 포프 소장은 아일랜드 넘버 10에서 보우리가드의 고립된 병력을 격파하여, 멤피스 남쪽까지 강을 거의 개방했다. 4월 28일, 데이비드 패러거트 제독은 남부 최대의 도시이자 가장 중요한 항구인 뉴올리언스를 점령했다. 벤저민 프랭클린 버틀러 육군 소장은 강력한 군정으로 도시를 점령했는데, 이는 민간인들에게 상당한 불만을 야기했다.
보우리가드는 할렉의 남하를 저지할 집중된 병력이 거의 없었지만, 북군 장군은 상황을 이용할 충분한 추진력을 보여주지 못했다. 그는 부엘의 오하이오군, 그랜트의 서부 테네시군, 포프의 미시시피군을 피츠버그 상륙 지점에 집결시키기 위해 대규모 군대를 집결시킬 때까지 기다렸다. 그는 코린스의 중요한 철도 요충지 방향으로 천천히 이동하며, 샤일로에서 20 마일 (32 km)를 이동하는 데 4주가 걸렸고, 매일 밤 참호를 파며 멈췄다. 5월 3일까지 할렉은 도시에서 10마일 이내에 있었지만, 코린스에 8마일 더 가까이 진격하는 데 3주가 더 걸렸고, 그때쯤 할렉은 남부 연합 방어선에 대한 대규모 포격을 시작할 준비가 되어 있었다. 이때 보우리가드는 비용이 많이 드는 방어전을 벌이지 않기로 결정하고 5월 29일 밤에 교전 없이 철수했다.
그랜트는 코린트 전역을 직접 지휘하지 않았다. 할렉은 그의 군대를 재편성하여 그랜트에게 무기력한 부사령관직을 부여하고 세 군대의 사단을 세 개의 "날개"로 재배치했다. 할렉이 총사령관으로 매클렐런을 대신하여 동부로 이동했을 때, 그랜트는 그의 야전 지휘권을 다시 맡았고, 이제 서부 테네시 지구 사령관이 되었다. 그러나 떠나기 전에 할렉은 그의 병력을 분산시켜 부엘을 채터누가로, 셔먼을 멤피스로, 한 사단을 아칸소로, 그리고 로즈크랜스를 코린트 주변의 방어 위치를 유지하도록 보냈다. 할렉의 이러한 조치 중 일부는 링컨이 동부 테네시를 점령하고 그 지역의 연방주의자들을 보호하기를 원했기 때문이었다.

## 켄터키, 테네시, 북부 미시시피 (1862년 6월 ~ 1863년 1월)

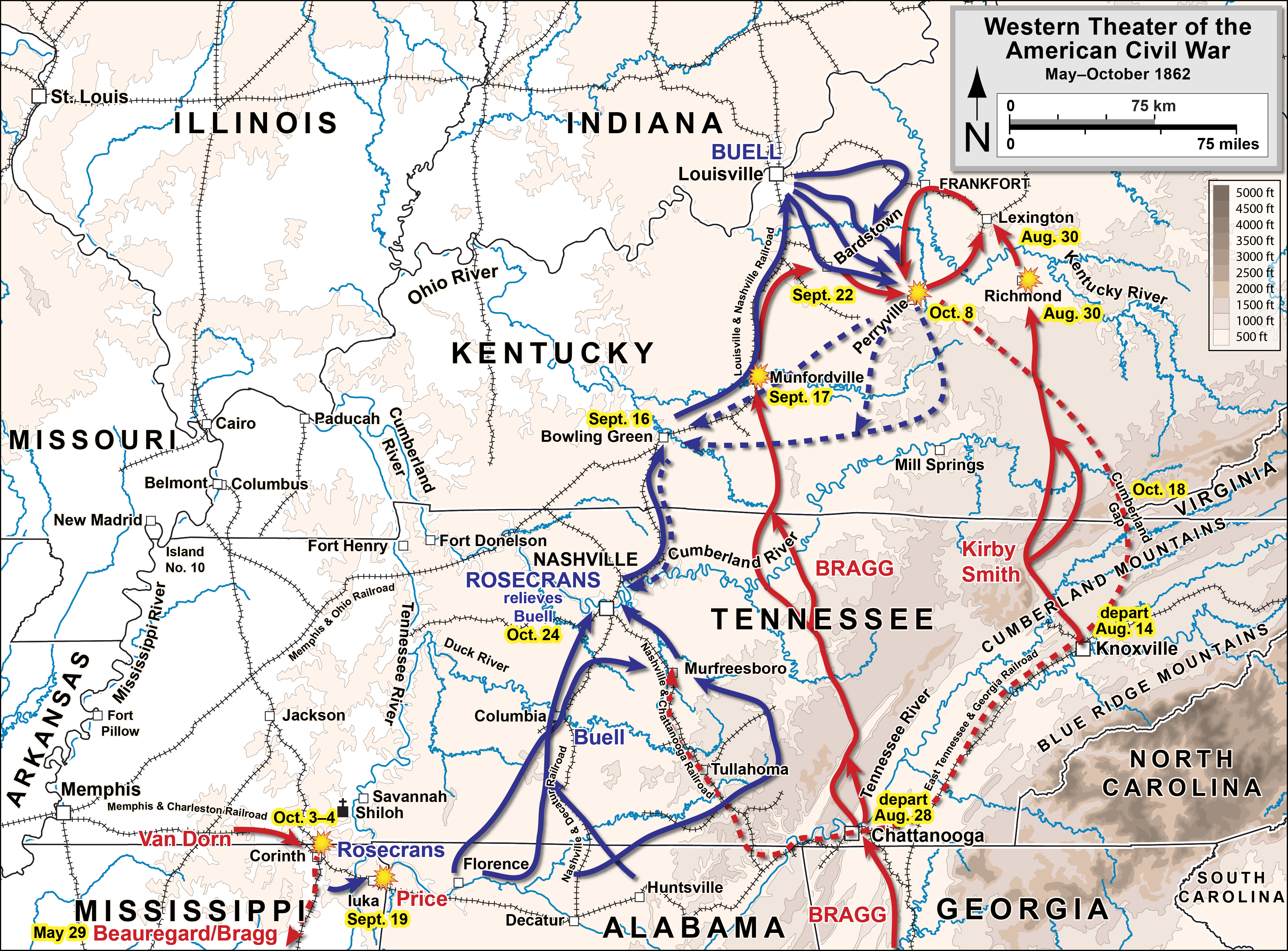
코린스 (1862년 5월)부터 페리빌 (1862년 10월)까지

할렉은 코린트 이후 별다른 성과를 거두지 못했지만, 남부 연합 브랙스턴 브래그 장군은 (건강상의 이유로 6월 27일) 보우리가드의 뒤를 이어 코린트 바로 남쪽에 있는 투펄로에서 그의 56,000명으로 구성된 테네시군을 지휘했다. 그러나 그는 투펄로에서 직접 북쪽으로 진격하는 것이 실용적이지 않다고 판단했다. 그는 스털링 프라이스 소장과 얼 밴 돈 소장에게 그랜트의 주의를 분산시키도록 남겨두고, 35,000명의 병력을 모빌을 거쳐 채터누가로 철도 수송했다. 그는 7월 21일까지 투펄로를 떠나지 않았지만, 부엘보다 먼저 채터누가에 도착할 수 있었다. 브래그의 전반적인 계획은 에드먼드 커비 스미스 소장과 합동 작전으로 켄터키주를 침공하고, 부엘의 통신선을 끊고, 그를 격파한 다음, 돌아와 그랜트를 격파하는 것이었다.
커비 스미스는 8월 14일 녹스빌을 떠나 북군에게 컴벌랜드 갭을 비우도록 강요했고, 리치먼드 (켄터키주)에서 북군을 격파하여 4,000명 이상의 포로를 잡고 8월 30일 렉싱턴에 도달했다. 브래그는 스미스가 렉싱턴에 도착하기 직전에 채터누가를 떠났고, 부엘은 내슈빌에서 볼링그린으로 북상했다. 그러나 브래그는 빠르게 움직여 9월 14일에는 루이빌에서 부엘의 보급선에 자신의 군대를 배치했다. 브래그는 부엘에게 수적으로 열세였기 때문에 이 상황을 전개하는 것을 꺼렸다. 만약 그가 커비 스미스와 합류할 수 있었다면 수적으로 동등했을 테지만, 스미스의 지휘는 독립적이었고, 스미스는 브래그가 자신의 도움 없이 루이빌을 점령할 수 있다고 믿었다.
정부의 공세적 조치 압력을 받은 부엘은 거의 해임될 뻔했다 (캠페인 시작 시 상급자로부터 지휘권을 맡는 것을 조지 토머스가 개인적으로 꺼려했기 때문에 막혔을 뿐이다). 그는 페리빌에 접근하면서 그곳의 남부 연합군에 맞서 군대를 집중하기 시작했다. 브래그는 처음에는 자신의 군대에 없었고, 켄터키 남부 연합 주지사 취임식에 참석하기 위해 프랭크퍼트로 갔다. 10월 8일, 페리빌에서 수자원 확보를 두고 전투가 시작되었고, 전투가 격화되면서 브래그의 미시시피군은 부엘의 오하이오군의 단일 군단에 대한 공격에서 일부 전술적 성공을 거두었다. 그날 저녁 브래그는 자신이 부엘의 전군을 상대하고 있음을 깨닫고 해로드스버그로 철수를 명령했고, 10월 10일 그곳에서 커비 스미스의 켄터키군과 합류했다. 강력한 연합군을 가졌음에도 불구하고 브래그는 주도권을 되찾으려는 시도를 하지 않았다. 부엘도 마찬가지로 소극적이었다. 브래그는 컴벌랜드 갭을 통해 철수하여 채터누가를 거쳐 머프리즈버로 돌아갔다.

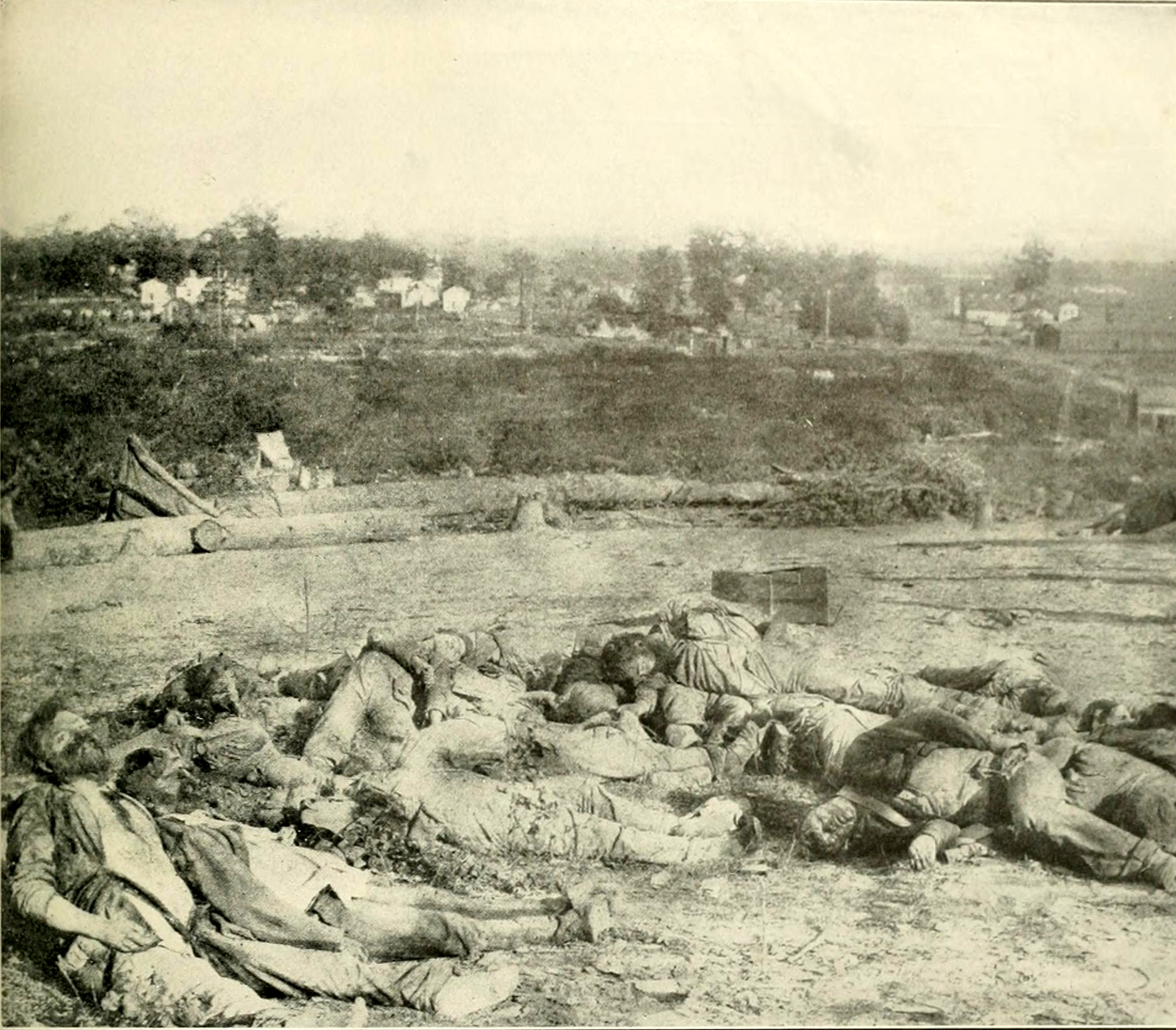
제2차 코린스 전투, 1862년 10월에 사망한 남부 연합 병사들

부엘이 켄터키에서 브래그의 위협에 직면하는 동안, 미시시피주 북부에서 남부 연합의 작전은 그랜트가 다가오는 빅스버그 전역을 준비하는 동안 부엘의 증원군을 막는 것을 목표로 했다. 할렉은 워싱턴으로 떠났고, 그랜트는 서부 테네시 지구 사령관으로서 방해받지 않고 남게 되었다. 9월 14일, 스털링 프라이스 소장은 그의 남부 연합 서부군을 코린트 동쪽 20 마일 (32 km)에 있는 이우카로 이동시켰다. 그는 얼 밴 돈 소장의 서부 테네시군과 연결하여 그랜트를 상대로 작전을 펼칠 계획이었다. 그러나 그랜트는 윌리엄 S. 로즈크랜스 소장과 에드워드 오드 소장이 지휘하는 병력을 보내 이우카에서 프라이스의 병력을 공격하게 했다. 로즈크랜스는 이우카 전투 (9월 19일)에서 소규모 승리를 거두었지만, 병력의 조율 부족과 음향 그림자로 인해 프라이스는 의도된 북군의 이중 포위망에서 벗어날 수 있었다.
프라이스와 밴 돈은 병력을 합쳐 코린트의 북군 병력 집결지를 공격한 다음 서부 테네시 또는 중부 테네시로 진격하기로 결정했다. 제2차 코린스 전투 (10월 3일~4일)에서 그들은 요새화된 북군 병력을 공격했지만 심각한 손실을 입고 격퇴되었다. 북서쪽으로 후퇴하면서 그들은 로즈크랜스의 지친 군대의 추격을 피했지만, 중부 테네시를 위협하고 브래그를 지원하려던 그들의 목표는 좌절되었다.
10월 24일, 북군 정부는 부엘을 로즈크랜스로 교체했고, 그는 자신의 병력을 컴벌랜드군으로 개명했다. 내슈빌에서 군대를 재보급하고 훈련시킨 후, 로즈크랜스는 크리스마스 직후 머프리즈버로 브래그를 상대로 진격했다. 스톤스 리버 전투에서 브래그는 12월 31일 강력한 공격으로 로즈크랜스를 기습하여 북군을 스톤스 강변의 작은 방어선으로 밀어붙였다. 그러나 1863년 1월 2일, 로즈크랜스를 공격하려는 추가 시도는 결정적으로 격퇴되었고, 브래그는 그의 군대를 남동쪽 털라호마로 철수시켰다. 군대 규모에 비례하여 스톤스 강 전투의 사상자(양측 각각 약 12,000명)는 전쟁에서 가장 피비린내 나는 전투였다. 전역이 끝날 무렵, 켄터키에 대한 브래그의 위협은 좌절되었고, 그는 사실상 중부 테네시의 통제권을 넘겨주었다.

## 스톤스 리버 전역
미국 남북 전쟁의 스톤스 리버 전역은 1862년 11월부터 1863년 1월까지 지속되었다. 이 전역은 전술적으로는 무승부였지만, 스톤스 리버 전투 이후 남부 연합의 후퇴로 인해 전략적으로는 북군의 승리였다.

## 빅스버그 전역 (1862년 12월 ~ 1863년 7월)
에이브러햄 링컨은 강 요새 도시인 빅스버그가 전쟁에서 승리하는 데 핵심이라고 믿었다. 빅스버그와 포트 허드슨은 미시시피강의 완전한 북군 통제를 막는 마지막 남은 요새였다. 강이 급회전하는 지점의 높은 절벽에 위치하여 "미시시피의 지브롤터"라고 불리는 빅스버그는 해군 공격에 거의 무적이었다. 데이비드 패러거트 제독은 1862년 5월 자신의 실패한 작전에서 이를 직접 경험했다.
빅스버그를 점령하기 위한 전반적인 계획은 율리시스 S. 그랜트가 멤피스에서 남쪽으로 이동하고, 나다니엘 P. 뱅크스 소장이 배턴루지에서 북쪽으로 이동하는 것이었다. 뱅크스의 진격은 더디게 전개되어 포트 허드슨에서 지체되었고, 그랜트에게 거의 도움을 주지 못했다.

### 첫 번째 전역
그랜트의 첫 전역은 양동 작전이었다. 윌리엄 테쿰세 셔먼은 32,000명의 병력을 이끌고 미시시피강을 따라 남하하고, 그랜트는 40,000명의 병력을 이끌고 미시시피주를 통해 철도로 병행 이동할 예정이었다. 그랜트는 80 마일 (130 km)를 진격했지만, 그의 보급선은 얼 밴 돈이 지휘하는 남부 연합 기병대에 의해 홀리스프링스에서 차단되어 후퇴할 수밖에 없었다. 셔먼은 빅스버그시 바로 북쪽의 야주강에 도달했지만, 그랜트의 작전 절반의 지원 없이 12월 말 치카소 바이유에서 피비린내 나는 공격에 격퇴되었다.
그 후 정치적 고려가 개입되었다. 일리노이주의 정치인이자 소장인 존 A. 맥클러넌드는 링컨에게 남부 일리노이주에서 군대를 모집하여 빅스버그를 목표로 하는 강상 원정을 지휘할 허가를 얻었다. 그는 셔먼의 군단을 자신에게 배정받을 수 있었지만, 셔먼의 군단은 맥클러넌드가 도착하기 전에 멤피스를 떠났다. 셔먼이 야주강에서 돌아오자 맥클러넌드는 지휘권을 주장했다. 그는 아칸소강의 아칸소 포스트를 점령함으로써 그의 주요 목표에서 설명할 수 없이 벗어났지만, 그가 주요 진격을 재개하기 전에 그랜트가 지휘권을 다시 주장했고, 맥클러넌드는 그랜트 군대의 군단장이 되었다. 나머지 겨울 동안 그랜트는 빅스버그 북쪽의 강, 운하, 바이유를 통과하거나 재건하여 도시로 진입하려는 다섯 가지 별개의 프로젝트를 시도했다. 다섯 가지 모두 실패했다. 그랜트는 나중에 이러한 차질을 예상했고 단순히 군대를 바쁘게 하고 동기를 부여하려고 시도했다고 설명했지만, 많은 역사가들은 그가 정말로 일부가 성공하기를 바랐고 그들이 너무 야심찼다고 믿는다.

### 두 번째 전역
1863년 봄에 시작된 두 번째 전역은 성공적이었고 전쟁에서 그랜트의 가장 큰 업적 (그리고 군사 역사의 고전적인 전역)으로 간주된다. 그는 보급선의 취약성 때문에 북서쪽에서 미시시피를 통해 공격할 수 없다는 것을 알았다. 강을 통한 접근은 계속해서 실패했다. 그래서 겨울비로 마침내 마른 비포장 도로에서 이동이 가능해지자, 그랜트는 그의 군대 대부분을 미시시피 서쪽 강둑을 따라 이동시켰다. 4월 16일, 미국 해군 포정함과 병력 수송선은 큰 위험을 무릅쓰고 빅스버그 방어포대를 통과하여 그랜트의 군대를 강 건너 빅스버그 남쪽의 브루인스버그로 수송할 수 있었다. 그랜트는 그의 의도를 감추기 위해 두 가지 전략적 기만 작전을 사용했다: 빅스버그 북쪽에서 셔먼의 기만 작전과 벤저민 그리어슨 대령이 지휘하는 중부 미시시피를 통한 대담한 기병대 습격인 그리어슨의 기습이었다. 전자는 결정적이지 않았지만, 후자는 성공적이었다. 그리어슨은 상당한 남부 연합군을 끌어내어 주 전역에 분산시킬 수 있었다.
그랜트는 전역에서 두 개의 남부 연합군을 상대했다. 존 클리퍼드 펨버턴 소장이 지휘하는 빅스버그 수비대와 전반적인 전선 사령관인 조지프 E. 존스턴 장군이 지휘하는 잭슨의 병력이었다. 그랜트는 도시로 바로 북상하는 대신, 두 남부 연합군 사이의 통신선(및 증원)을 끊기로 선택했다. 그의 군대는 빠르게 잭슨을 향해 북동쪽으로 향했다. 한편, 그랜트는 제한된 보급선을 가지고 이동했다. 전역의 통상적인 역사는 그가 모든 보급선을 끊었고, 5월 12일 레이먼드에서 존재하지 않는 그의 보급선을 차단하려던 펨버턴을 당혹스럽게 만들었다고 말한다. 실제로는 그랜트는 사람과 동물의 식량만을 위해 지역 경제에 의존했지만, 탄약, 커피, 건빵, 소금 및 군대를 위한 기타 보급품을 싣고 다니는 마차가 끊임없이 이어졌다.
셔먼의 군단은 5월 14일 잭슨을 점령했다. 그런 다음 전군은 서쪽으로 향하여 빅스버그 앞에서 펨버턴과 대치했다. 결정적인 전투는 챔피언 힐에서 벌어졌는데, 펨버턴이 도시 주변의 참호 속으로 철수하기 전의 사실상 마지막 저항이었다. 그랜트의 군대는 빅스버그 포위전 초기에 막대한 손실을 입고 남부 연합 진지에 두 번 공격을 가했지만, 이후 장기적인 포위전으로 전환했다.
빅스버그의 병사들과 민간인들은 북군의 포격과 임박한 기근으로 큰 고통을 겪었다. 그들은 존스턴 장군이 증원군과 함께 도착할 것이라는 희망을 품었지만, 존스턴은 고립되었고 너무 조심스러웠다. 7월 4일, 펨버턴은 그의 군대와 도시를 그랜트에게 항복했다. 전날 로버트 E. 리가 게티즈버그 전투에서 패배한 것과 함께 빅스버그는 전쟁의 전환점 중 하나로 널리 간주된다. 7월 8일, 뱅크스가 포트 허드슨을 점령한 후, 미시시피강 전체는 북군의 수중에 들어갔고, 남부 연합은 둘로 나뉘었다.

## 털라호마, 치카마우가, 채터누가 (1863년 6월 ~ 12월)

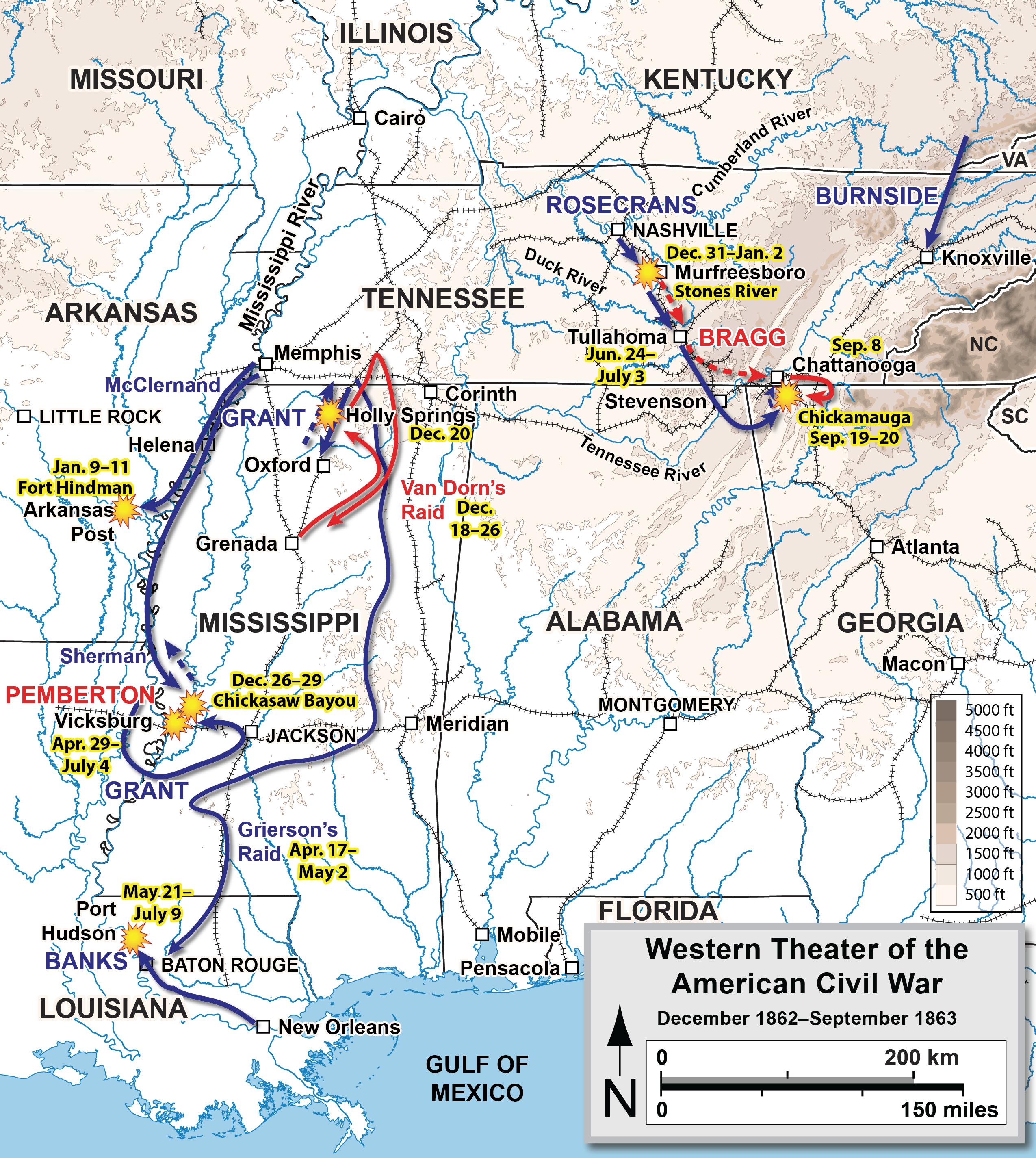
빅스버그 (1862년 12월 ~ 1863년 7월)부터 치카마우가 (1863년 9월)까지

스톤스 리버에서의 승리 후, 로즈크랜스는 거의 6개월 동안 머프리즈버로를 점령했고, 브래그는 털라호마에서 휴식하며, 그의 후방에 있는 전략적 도시 채터누가에 대한 북군의 진격을 막기 위한 긴 방어선을 구축했다. 4월, 아벨 스트레이트 대령이 지휘하는 북군 기병대는 중부 테네시에서 브래그의 군대에 보급하는 철도를 공격하여, 브래그가 조지아주로 철수하도록 유도하기를 희망했다. 스트레이트의 여단은 미시시피주와 앨라배마주를 통해 습격을 가하며 네이선 베드퍼드 포러스트와 전투를 벌였다. 스트레이트의 습격은 그의 지친 병사들이 5월 3일 롬 근처에서 항복하면서 끝났다. 6월, 로즈크랜스는 마침내 훌륭하고 거의 피 없는 기동 작전인 털라호마 전역에서 브래그를 상대로 진격하여 브래그를 중부 테네시에서 몰아냈다.
이 기간 동안 존 헌트 모건 준장과 그의 2,460명의 남부 연합 기병대는 6월 11일 중부 테네시주의 스파르타에서 서쪽으로 이동하여, 녹스빌을 향해 이동 중인 앰브로즈 번사이드의 오하이오군의 주의를 주 내의 남부군으로부터 돌리려 했다. 털라호마 전역이 시작될 때 모건은 북쪽으로 이동했다. 1,000 마일 (1,600 km)를 넘게 이동하는 46일 동안 모건의 기병대는 테네시주에서 오하이오주 북부에 이르는 지역을 공포에 떨게 했고, 다리, 철도, 정부 물자를 파괴한 후 붙잡혔다. 11월에는 콜럼버스의 오하이오 주립 교도소에서 대담하게 탈출하여 남부로 돌아갔다.

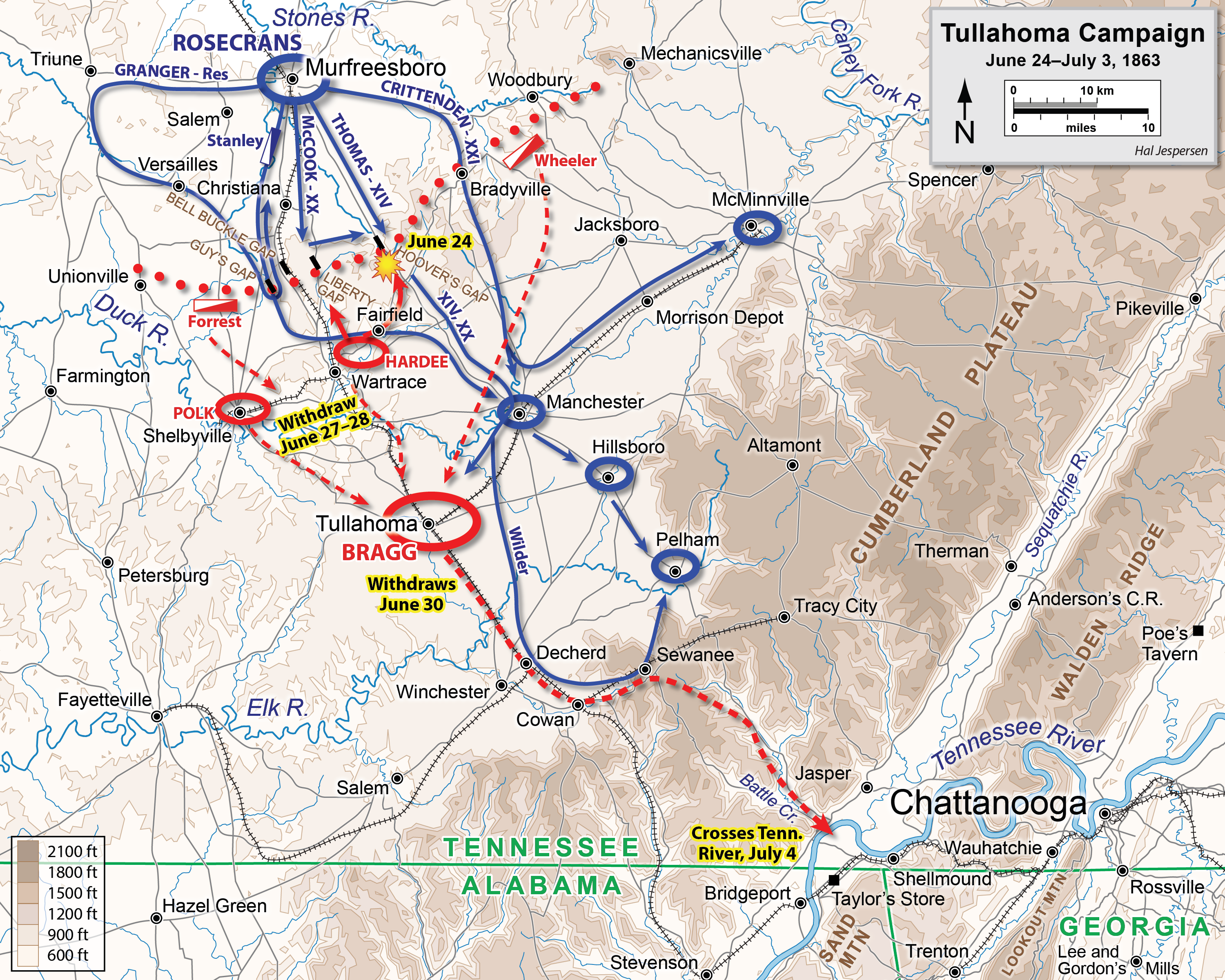
털라호마 전역

털라호마에서 몇 주간 지체한 후, 로즈크랜스는 테네시강을 건너 남하하여 조지아에서 오는 남부 연합 보급선을 차단함으로써 브래그를 채터누가에서 몰아낼 계획을 세웠다. 그는 8월 18일 작전을 시작했고, 2주간의 채터누가 포격을 양동 작전으로 사용했다. 남부 연합 최고 사령부는 미시시피에서 온 사단과 이전에 북버지니아 군 소속이었던 제임스 롱스트리트가 지휘하는 군단으로 브래그를 증원했다. 로즈크랜스는 조지아주 북서부의 험준한 산악 지대로 브래그를 추격했지만, 함정이 설치되어 있음을 발견했다. 브래그는 9월 19일~20일에 로즈크랜스 군대에 3개 사단 공격을 개시하여 치카마우가 전투를 시작했다. 명령 오해로 인해 증원군이 도착하면서 북군 전선에 큰 간격이 생겼고, 롱스트리트는 그 간격으로 군단을 진격시켜 북군을 후퇴시켰다. 만약 조지 토머스 소장이 지휘하는 북군 제14군단("치카마우가의 바위")이 이끄는 전선의 일부가 방어선을 구축하지 않았더라면 북군 전체는 완전히 격퇴되었을 것이다. 패배에 큰 충격을 받은 로즈크랜스는 그의 군대를 채터누가로 철수시켰고, 브래그는 도시를 지배하는 고지를 점령하고 도시를 포위했다.
빅스버그로 돌아온 그랜트는 군대를 쉬게 하고 모빌을 점령하고 동쪽으로 진격할 작전을 세우고 있었다. 그러나 로즈크랜스의 컴벌랜드군의 심각한 상황에 대한 소식이 워싱턴에 도착하자, 그랜트는 그들을 구출하라는 명령을 받았다. 10월 17일, 그는 서부 전선의 모든 군대를 통제하는 미시시피 군관구 사령관으로 임명되었다. 그는 로즈크랜스를 토머스로 교체하고 채터누가로 가서 새로운 보급선("크래커 라인")을 개통하여 보급품과 증원군이 도시에 도달할 수 있도록 하는 계획을 승인했다. 곧 병사들은 셔먼 휘하의 테네시강군과 조셉 후커 휘하의 포토맥 군에서 온 40,000명의 추가 병력과 합류했다. 북군은 확장되었지만, 남부 연합군은 축소되었다. 브래그는 롱스트리트의 군단을 녹스빌로 파견하여 번사이드의 진격을 저지하게 했다.
채터누가 전투는 1863년 11월 24일에 본격적으로 시작되었는데, 후커가 도시를 내려다보는 두 개의 주요 봉우리 중 하나인 룩아웃 산을 점령했다. 다음 날, 그랜트는 다른 산인 미셔너리 능선에 있는 브래그의 진지를 이중 포위할 계획을 세웠다. 셔먼은 북쪽에서, 후커는 남쪽에서 공격하고, 토머스는 중앙을 유지하기로 했다. 그러나 셔먼의 공격은 혼란 속에서 지체되었고, 그랜트는 토머스에게 셔먼에 대한 압력을 완화하기 위한 양동 작전으로 소규모 공격을 지시했다. 토머스의 병력은 강력한 능선을 돌파하며 초기 공격을 계속하여 남부 연합 전선을 무너뜨리고 그들을 후퇴시켰다. 채터누가는 구원받았다. 번사이드에 대한 롱스트리트의 녹스빌 전역 실패와 함께, 정치적으로 민감한 동부 테네시는 남부 연합의 통제에서 벗어났다. 침공로는 애틀랜타와 남부 연합의 심장부로 직접 이어졌다. 페리빌과 스톤스 리버에서의 패배 후에도 아메리카 연합국 대통령 제퍼슨 데이비스와의 개인적인 친분으로 지휘권을 유지했던 브래그는 마침내 해임되었고, 조지프 E. 존스턴 장군으로 교체되었다.

## 애틀랜타 전역 (1864년 5월 ~ 9월)

애틀랜타 전역 지도

1864년 3월, 그랜트는 중장으로 승진하여 모든 북군 지휘를 맡기 위해 동부로 갔다. 셔먼이 그 뒤를 이어 미시시피 군사 사단 지휘관이 되었다. 그랜트는 남부 연합 전역에서 동시 진격을 위한 전략을 고안했다. 이는 리치먼드 방향과 셰넌도어 계곡으로 3대 주력 부대(조지 미드, 벤저민 프랭클린 버틀러, 프란츠 시겔)가 공격을 개시하여 로버트 E. 리의 군대를 버지니아에서 섬멸하거나 고정시키고, 나다니엘 뱅크스 휘하의 군대로 모빌을 점령하며, 애틀랜타로 진격하는 동안 존스턴의 군대를 파괴하는 것이었다. 대부분의 계획은 실패했다. 버틀러는 버뮤다 헌드레드 전역에서 발목이 잡혔고, 시겔은 계곡에서 빠르게 패배했으며, 뱅크스는 불운한 레드 리버 전역에 참여했다. 미드와 그랜트는 오버랜드 전역 동안 일련의 전략적 승리를 거두어 리를 잔혹한 피터스버그 포위전으로 몰아넣었다. 반면 셔먼의 애틀랜타 전역은 의심의 여지 없는 성공이었다.
전역 시작 시 셔먼의 미시시피 군관구는 세 개의 군으로 구성되어 있었다. 제임스 B. 맥퍼슨의 테네시강군 (그랜트 휘하의 셔먼의 옛 군대), 존 M. 스코필드의 오하이오군, 그리고 조지 토머스의 컴벌랜드군이었다. 그에 맞서는 것은 조지프 E. 존스턴이 지휘하는 남부 연합의 테네시군이었다. 셔먼은 존스턴을 98,000 대 50,000으로 수적으로 압도했지만, 그의 병력은 휴가병들로 인해 감소했고, 존스턴은 4월에 앨라배마주에서 15,000명의 증원군을 받았다.
전역은 1864년 5월과 6월에 걸쳐 여러 전투로 시작되었는데, 셔먼은 산악 지형을 통해 존스턴을 남동쪽으로 압박했다. 셔먼은 존스턴의 대부분의 진지에 대한 정면 공격을 피하고 대신 남부 연합 방어선을 우회하는 측면 기동을 펼쳤다. 셔먼이 방어선을 측면으로 공격하면 (거의 예외 없이 존스턴의 좌측 측면을 공격), 존스턴은 다른 준비된 진지로 후퇴했다. 케네소 산 전투 (6월 27일)는 주목할 만한 예외였는데, 셔먼은 부하들의 조언을 무시하고 정면 공격을 시도하여 상당한 손실을 입었고, 1,000명의 존스턴군에 비해 3,000명의 병력을 잃었다. 양군은 철도를 보급선으로 활용했는데, 존스턴은 애틀랜타에 가까워질수록 보급선을 단축했고, 셔먼은 자신의 보급선을 늘렸다. 그러나 데이비스는 불필요하게 영토를 잃고 있고 데이비스와 반격하거나 심지어 그의 계획을 논의하는 것을 거부하고 있다고 보아 존스턴에게 좌절감을 느끼기 시작했다.
애틀랜타 외곽에서 벌어진 피치트리 크릭 전투 (7월 20일) 직전, 제퍼슨 데이비스 아메리카 연합국 대통령은 존스턴의 전략에 인내심을 잃고, 존스턴이 전투 없이 애틀랜타를 내줄 것을 우려하여 그를 더 공격적인 존 벨 후드 중장으로 교체했다. 다음 6주 동안 후드는 셔먼 군의 일부가 본대에서 고립된 것처럼 보이는 부분을 반복적으로 공격하려 했지만, 각 공격은 실패했고, 종종 남부 연합군에 막대한 사상자를 냈다. 셔먼은 결국 남쪽에서 후드의 보급선을 끊었다. 포위된 것을 안 후드는 9월 1일 밤 애틀랜타를 비우고 군수품과 시설을 불태워 도시 전체에 대화재를 일으켰다.

## 프랭클린-내슈빌 전역 (1864년 9월 ~ 12월)

프랭클린-내슈빌 전역

셔먼이 동쪽으로의 공세를 준비하며 군대를 쉬게 하는 동안, 후드는 채터누가에서 오는 통신선을 방해하여 셔먼을 격파하기 위한 전역에 착수했다. 그는 앨라배마주를 통해 서쪽으로 이동하여 테네시주를 향해 북쪽으로 향했는데, 셔먼이 자신을 따라와 전투를 벌이기를 희망했다. 이는 부분적으로 효과적이었는데, 그의 움직임과 네이선 베드퍼드 포러스트의 습격이 셔먼에게 상당한 혼란을 야기했기 때문이다. 셔먼은 후드의 전략이 어리석다고 생각했다. 심지어 "후드가 그의 군대를 오하이오 강으로 데려간다면 나는 그에게 식량을 줄 것이다"라고 말하기도 했다. 남부 연합 서부군은 이미 크게 약화되어 있었고, 북군 서부 사령부는 후드의 침공에 대처할 충분한 예비 병력을 가지고 있었다. 셔먼은 사실상 아무런 저항 없이 65,000명의 병력을 이끌고 조지아주를 가로질러 바다로 진격했다. 그는 조지 토머스 소장에게 컴벌랜드군의 일부와 대부분의 기병대를 내슈빌로 보내 후드에 대한 방어를 조율하도록 지시했고, 나머지 군대는 서배너로 향했다.
토머스의 병력은 나뉘어져 있었다. 절반은 내슈빌에 그와 함께 있었고, 나머지 절반은 존 M. 스코필드와 함께 애틀랜타에서 추격 중이었으며, 레드 리버 전역에서 다른 병력들이 도착할 예정이었다. 후드는 스코필드가 토머스와 합류하기 전, 그리고 루이지애나에서 증원군이 도착하기 전에 스코필드를 격파하기를 희망했다. 그는 테네시주 스프링 힐 전투 (1864년 11월 29일)에서 기회를 잡았지만, 남부 연합군이 북군의 후방에 있는 컬럼비아-프랭클린 유료 도로를 차단하는 데 실패하여 북군이 함정을 빠져나갈 수 있었다. 다음 날 프랭클린 전투에서 후드는 강력한 참호에 대해 반복적으로 대규모 정면 공격을 감행하여 막대한 사상자를 입었다. 프랭클린 전투는 남부 연합에 너무 많은 숙련된 장교와 병사를 잃게 했다. 데이비드 J. 아이처는 후드가 프랭클린에서 그의 군대에 치명적인 부상을 입혔지만 내슈빌 전투에서 완전히 죽였다고 썼다. 스코필드는 높은 사상자를 입었음에도 불구하고 질서정연하게 내슈빌로 후퇴할 수 있었다. 프랭클린 전투는 남부가 감당할 수 없는 큰 실책이었다. 12월 15일~16일. 내슈빌에서 스코필드와 토머스의 연합군에 맞서, 그는 도시에서 몇 마일 떨어진 남쪽에 참호를 파고 기다렸는데, 토머스가 그의 군대를 남부 연합 요새에서 파괴할 것이라고 희망했다. 겨울 날씨 속에서 2주간의 준비 기간 동안, 그는 그랜트와 북군 정부로부터 공격하라는 큰 압력을 받았고, 토머스는 압도적인 공격을 퍼부어 후드와 그의 생존자들을 프랭클린으로, 그리고 미시시피로 후퇴시켰고, 전투력으로 회복할 수 없게 되었다. 다음 주 동안 북군 기병대가 도망치는 남부 연합군을 최대 100마일 추격했다는 이야기가 있다. 서부군은 옛날의 그림자에 불과했다. 많은 병사들이 전반적인 리더십의 상실, 후드의 형편없는 계획과 전술로 인한 전투에서의 재앙, 그리고 전쟁이 실제로 끝났다는 깨달음 때문에 탈영을 선택했다. 후드의 요청에 따라 그는 테네시군 지휘에서 해임되었고, 리처드 테일러 중장이 임시 군사령관으로 임명되었다.

## 셔먼의 대행진 (1864년 11월 ~ 12월)

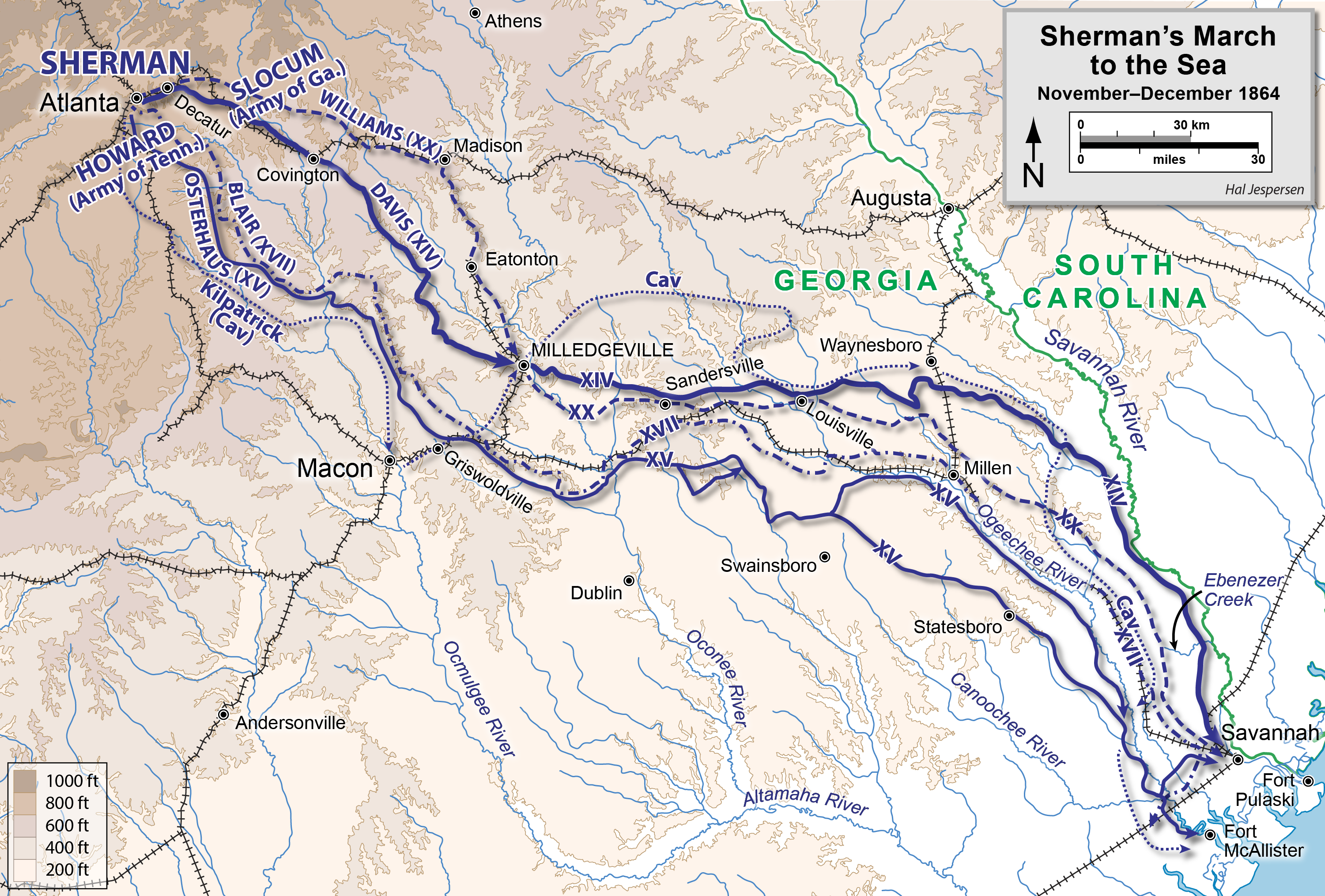
셔먼의 대행진

셔먼의 서배너 전역은 일반적으로 셔먼의 대행진으로 알려져 있다. 그와 그랜트는 남북 전쟁이 남부 연합의 전략적, 경제적, 심리적 전쟁 능력이 결정적으로 파괴되어야만 끝날 것이라고 믿었다. 따라서 셔먼은 초토화 원칙을 적용하여 그의 병사들에게 경로를 따라 작물을 태우고, 가축을 죽이고, 보급품을 소비하고, 민간 기반 시설을 파괴하도록 명령했다. 이 정책은 총력전 전략의 핵심 원칙 중 하나이다.
셔먼의 군대는 1864년 11월 15일 애틀랜타를 떠나 약 60 마일 (97 km) 간격으로 두 개 부대로 나뉘어 진행되었는데, 우측은 올리버 오티스 하워드 소장, 좌측은 헨리 워너 슬로컴 소장이 지휘했다. 이 부대들 사이의 파괴는 상당했고 여러 세대에 걸쳐 증오를 낳았다. 셔먼의 군대에 대한 저항의 대부분은 조지아 민병대와 향토방위군이었지만, 테네시군 소속의 조셉 휠러 기병 군단과 사우스캐롤라이나, 조지아, 플로리다 부서의 일부 병력도 있었으나 흩어져 있었다. 12월 17일 서배너에서 셔먼은 윌리엄 J. 하디 소장이 지휘하는 약 10,000명의 방어 병력과 마주쳤다. 오랜 포격 후 하디는 도시를 버렸고 셔먼은 1864년 12월 22일 도시로 진입했다. 그는 링컨 대통령에게 "크리스마스 선물로 서배너 시를 드립니다...."라고 전보를 보냈다.

## 캐롤라이나 전역과 존스턴의 항복 (1865년 2월 ~ 4월)

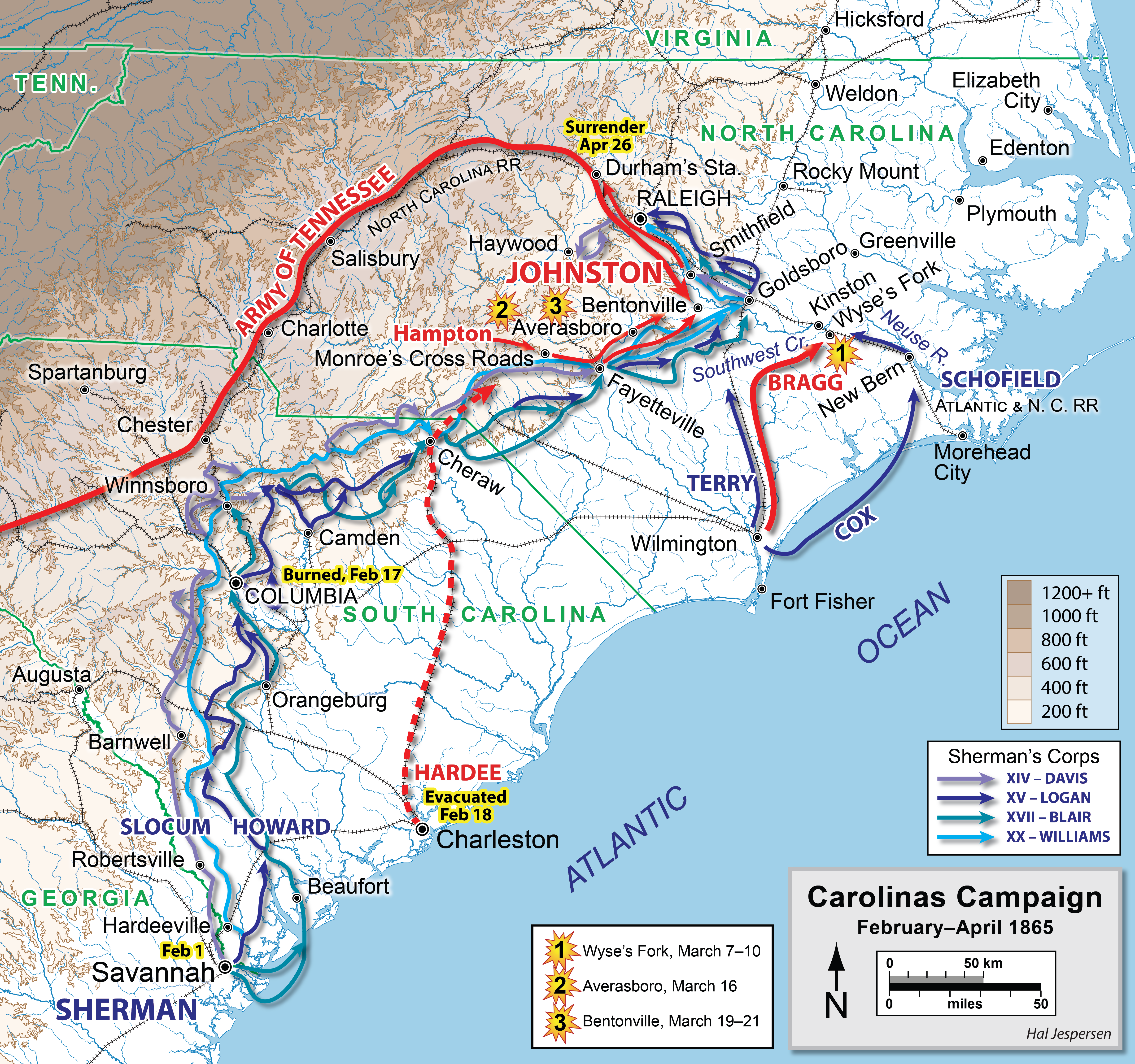
캐롤라이나 전역

셔먼이 서배너를 점령한 후, 그는 그랜트로부터 병력을 배에 태워 버지니아의 북군을 강화하라는 명령을 받았다. 그랜트는 로버트 E. 리에 대항하는 피터스버그 포위전에 발이 묶여 있었다. 셔먼은 다른 전략을 제안했다. 그는 조지아주를 통한 대행진처럼 캐롤라이나주를 북쪽으로 행진하며 모든 군사적 가치가 있는 것을 파괴해야 한다고 그랜트를 설득했다. 그는 특히 분리독립한 첫 번째 주였던 사우스캐롤라이나주를 목표로 삼아 남부의 사기에 미칠 영향을 중시했다.
셔먼의 계획은 오거스타와 찰스턴의 소규모 남부 연합군 집중지를 우회하여 1865년 3월 15일까지 골즈버러에 도달하여 존 M. 스코필드와 앨프리드 H. 테리가 지휘하는 북군과 합류하는 것이었다. 조지아주 작전과 마찬가지로, 그는 군대를 여러 방향으로 동시에 행진시켜 흩어진 남부 연합 방어군을 그의 첫 번째 진정한 목표인 주도 컬럼비아에 대해 혼란시켰다. 그는 다시 조지프 E. 존스턴 장군이 지휘하는 더 작고 지쳐있는 테네시군과 맞섰다. 2월 17일, 컬럼비아는 셔먼에게 항복했다. 도시에서 화재가 발생하여 중앙 도시 대부분이 파괴되었다. 컬럼비아의 불타는 사건은 그 이후로 논란을 불러일으켰는데, 일부는 화재가 우발적이라고 주장하고, 다른 일부는 고의적인 복수 행위라고 주장했다. 같은 날, 남부 연합군은 찰스턴을 비웠다. 2월 18일, 셔먼의 군대는 컬럼비아에 있는 거의 모든 군사적 가치가 있는 것을 파괴했다. 마지막 중요한 남부 연합 항구인 윌밍턴은 2월 22일 항복했다.
제퍼슨 데이비스 남부 연합 대통령과 로버트 E. 리 총사령관은 보우리가드가 북군의 위협을 제대로 처리할 수 없다고 판단하여 존스턴을 캐롤라이나의 남부 연합군 지휘관으로 임명했는데, 여기에는 테네시군의 잔여 병력도 포함되었다. 그의 병력을 집중시켜 남부군이라고 명명한 존스턴은 벤턴빌 전투 (3월 19일~21일)에서 공격을 가했지만, 셔먼 군대의 한쪽 날개 (헨리 W. 슬로컴 휘하)가 골즈버러에 도달하거나 올리버 O. 하워드 휘하의 다른 날개와 재합류하기 전에 격파하려던 시도는 실패했다. 남부 연합의 초기 공격은 첫 번째 북군 전선을 압도했지만, 슬로컴은 하워드가 밤새 전장에 도착할 때까지 존스턴에게 저항할 만큼 충분한 병력을 모을 수 있었다. 존스턴은 케네소 산 전투와 비슷한 또 다른 남부 연합의 승리를 바라며 이틀 더 전장에 머물다가 셔먼의 추격을 받으며 롤리로 철수했다.
4월 11일, 존스턴은 로버트 E. 리 장군이 애퍼매틱스 코트 하우스에서 항복했다는 소식을 들었고, 이는 그가 셔먼에게 항복 조건을 요청하는 메시지를 보내도록 유도했다. 4월 18일, 에이브러햄 링컨 암살 3일 후, 존스턴은 더럼 정거장 근처의 베넷 플레이스에 있는 한 농가에서 셔먼과 휴전 협정을 체결했다. 셔먼은 그랜트나 미국 정부의 승인 없이 군사 문제뿐만 아니라 정치적 문제까지 포함하는 항복 조건을 존스턴에게 제시하여 정치적 문제에 휩싸였다. 이로 인해 이 문제에 대한 혼란이 4월 26일까지 이어졌고, 존스턴은 애퍼매틱스 코트 하우스에서 리에게 제시된 조건과 유사한 순수 군사적 조건에 동의하여 그의 군대와 캐롤라이나주, 조지아주, 플로리다주의 모든 남부 연합군을 공식적으로 항복했다.

## 윌슨의 습격, 모빌 전역, 포레스트의 항복 (1865년 3월 ~ 5월)
내슈빌 승리 후, 조지 토머스 소장은 제임스 H. 윌슨 소장에게 앨라배마주와 조지아주의 남부 연합 심장부에 남아있는 마지막 산업 기반 시설을 파괴하도록 파견했고, 에드워드 캔비 소장에게는 모빌을 마침내 점령하도록 지시했는데, 모빌은 데이비드 패러거트 제독의 모빌 만 승리에도 불구하고 남부 연합의 손에 남아 있었다.
미시시피 군관구의 기병대를 지휘하는 윌슨은 3월 말 앨라배마주 중부로 습격을 시작했으며, 특히 엘리턴(현재 버밍햄)과 셀마의 남아있는 남부 연합 산업 시설을 파괴하라는 명령을 받았다. 윌슨에게 저항할 수 있는 유일한 병력은 네이선 베드퍼드 포러스트의 기병대였다. 엘리턴은 포레스트가 병력을 집중시킬 시간을 갖기 전에 3월 29일 북군에게 함락되었다. 존 T. 크록스턴 준장이 이끄는 파견대는 이 지역의 공장을 파괴하고 4월 4일 터스컬루사의 앨라배마 대학교를 불태웠다. 셀마는 4월 2일 전투 후 점령되었는데, 이는 포레스트의 마지막 전투이자 패배였다. 셀마의 공장과 철도를 파괴한 후, 윌슨은 조지아주를 향해 동쪽으로 계속 이동했다. 그는 콜럼버스의 채터후치강 다리를 전투를 통해 점령해야 했고, 그 다음 메이컨으로 계속 이동했다. 이곳에서 4월 21일, 그는 셔먼으로부터 "적대 행위가 재개되었다는 소식을 들을 때까지 더 이상의 전쟁 행위와 파괴를 중단하라"는 전갈을 받았다.
서부 미시시피 군관구를 지휘하는 캔비는 3월 중순 모빌 만 입구 근처에 상륙하여 동쪽 해안을 따라 스페인 요새로 진격했고, 3월 27일 북군은 포위 공격을 시작했다. 4월 1일, 프레더릭 스틸이 지휘하는 북군은 펜서콜라에서 육로로 도착하여 블레이클리 요새를 포위하기 시작했다. 4월 8일, 북군은 90문의 야포로 스페인 요새에 포격 개시했으며, 이어서 보병 공격이 남부 연합의 요새인 맥더모트 요새에 거점을 확보했다. 랜달 깁슨 준장이 지휘하는 남부 연합 수비대는 해질녘까지 북군을 막아냈고, 그 후 습지를 가로질러 인근 섬으로 건설된 도섭로를 통해 철수하여 다음 날 블레이클리 요새의 병력에게 닥쳐올 운명에서 벗어났다. 블레이클리 요새의 병력 대부분은 포로로 잡혔다. 이 전투들은 모빌의 남부 연합 사령관인 대브니 H. 모리 소장으로 하여금 도시를 비우도록 강요했다.
리의 항복과 존스턴의 항복 소식을 들었을 때, 앨라배마, 미시시피, 동부 루이지애나 남부 연합 부서의 지휘관인 리처드 테일러 중장은 5월 4일 캔비에게 그의 병력을 항복했고, 포레스트는 5월 9일 공식적으로 그의 병력을 항복했다. 윌슨의 기병대는 5월 20일 플로리다주 탤러해시를 공식적으로 장악했는데, 이는 미시시피강 동쪽에서 마지막으로 점령된 남부 연합 주도였고, 서부 전선 작전을 완료했다. 윌슨의 기병대 분견대는 5월 10일 조지아주 어윈빌 근처에서 제퍼슨 데이비스 남부 연합 대통령을 체포했다.

## 주요 지상전
사상자(사망, 부상, 포로, 실종)를 기준으로 한 서부 전선의 가장 치명적인 지상전은 다음과 같다.
| 전투                     | 주           | 날짜                                                                                        |        |        | 연방                 | 남부 연합            |        |        | 총계   |
| 전투                     | 주           | 날짜                                                                                        | 병력   | 병력   | 지휘관               | 지휘관               | 사상자 | 사상자 | 사상자 |
| ------------------------ | ------------ | ------------------------------------------------------------------------------------------- | ------ | ------ | -------------------- | -------------------- | ------ | ------ | ------ |
| 빅스버그 전투            | 미시시피주   | 틀:Dts 오류: '1863년 5월 18일'는 유효하지 않은 날짜입니다1863년 5월 18일~7월 4일            | 77,000 | 33,000 | 율리시스 S. 그랜트   | 존 클리퍼드 펨버턴   | 4,835  | 32,697 | 37,532 |
| 치카마우가 전투          | 조지아주     | 틀:Dts 오류: '1863년 9월 19일'는 유효하지 않은 날짜입니다1863년 9월 19일~20일               | 60,000 | 65,000 | 윌리엄 S. 로즈크랜스 | 브랙스턴 브래그      | 16,170 | 18,454 | 34,624 |
| 스톤스 리버 전투         | 테네시주     | 틀:Dts 오류: '1862년 12월 31일'는 유효하지 않은 날짜입니다1862년 12월 31일 – 1863년 1월 2일 | 41,400 | 35,000 | 윌리엄 S. 로즈크랜스 | 브랙스턴 브래그      | 12,906 | 11,739 | 24,645 |
| 샤일로 전투              | 테네시주     | 틀:Dts 오류: '1862년 4월 6일'는 유효하지 않은 날짜입니다1862년 4월 6일~7일                  | 63,000 | 44,699 | 율리시스 S. 그랜트   | 앨버트 시드니 존스턴 | 13,047 | 10,699 | 23,746 |
| 포트 허드슨 포위전       | 루이지애나주 | 틀:Dts 오류: '1863년 5월 22일'는 유효하지 않은 날짜입니다1863년 5월 22일 – 7월 9일          | 35,000 | 7,500  | 나다니엘 뱅크스      | 프랭클린 가드너      | 10,000 | 7,500  | 17,500 |
| 미셔너리 능선 전투       | 테네시주     | 틀:Dts 오류: '1863년 11월 25일'는 유효하지 않은 날짜입니다                                  | 56,359 | 44,010 | 율리시스 S. 그랜트   | 브랙스턴 브래그      | 5,824  | 6,667  | 12,491 |
| 애틀랜타 전투            | 조지아주     | 틀:Dts 오류: '1864년 7월 22일'는 유효하지 않은 날짜입니다                                   | 34,863 | 40,438 | 윌리엄 테쿰세 셔먼   | 존 벨 후드           | 3,641  | 8,499  | 12,140 |
| 내슈빌 전투              | 테네시주     | 틀:Dts 오류: '1864년 12월 15일'는 유효하지 않은 날짜입니다1864년 12월 15일~16일             | 55,000 | 30,000 | 조지 토머스          | 존 벨 후드           | 3,061  | 6,000  | 9,061  |
| 프랭클린 전투            | 테네시주     | 틀:Dts 오류: '1864년 11월 30일'는 유효하지 않은 날짜입니다                                  | 27,000 | 27,000 | 존 M. 스코필드       | 존 벨 후드           | 2,326  | 6,252  | 8,578  |
| 페리빌 전투              | 켄터키주     | 틀:Dts 오류: '1862년 10월 8일'는 유효하지 않은 날짜입니다                                   | 22,000 | 16,000 | 돈 카를로스 부엘     | 브랙스턴 브래그      | 4,276  | 3,401  | 7,677  |
| 제2차 코린스 전투        | 미시시피주   | 틀:Dts 오류: '1862년 10월 3일'는 유효하지 않은 날짜입니다1862년 10월 3일~4일                | 23,000 | 22,000 | 윌리엄 S. 로즈크랜스 | 얼 밴 돈             | 2,520  | 4,233  | 6,753  |
| 피치트리 크릭 전투       | 조지아주     | 틀:Dts 오류: '1864년 7월 20일'는 유효하지 않은 날짜입니다                                   | 21,655 | 20,250 | 조지 토머스          | 존 벨 후드           | 1,710  | 4,796  | 6,506  |
| 챔피언 힐 전투           | 미시시피주   | 틀:Dts 오류: '1863년 5월 16일'는 유효하지 않은 날짜입니다                                   | 32,000 | 22,000 | 율리시스 S. 그랜트   | 존 클리퍼드 펨버턴   | 2,457  | 3,840  | 6,297  |
| 리치먼드 전투 (켄터키주) | 켄터키주     | 틀:Dts 오류: '1862년 8월 29일'는 유효하지 않은 날짜입니다1862년 8월 29일~30일               | 6,500  | 6,850  | 윌리엄 "불" 넬슨     | 에드먼드 K. 스미스   | 5,353  | 451    | 5,804  |

## 같이 보기
- 서부 전선 남북 전쟁 박물관

## 내용주
1. ↑  “Civil War Battle Summaries by Campaign”. 《Civil War Sites Advisory Committee, American Battlefield Protection Program》. National Park Service. 2014년 12월 20일에 원본 문서에서 보존된 문서. 2017년 8월 7일에 확인함.
2. ↑  Woodworth, Jefferson Davis, pp. xi-xii.
3. ↑  Woodworth, pp. 21–22.
4. ↑  Fuller (1956), pp. 49–81.
5. ↑  Teters, Kristopher A. (2018년 6월 11일). 《Practical Liberators》. University of North Carolina Press. ISBN 978-1-4696-3886-7.
6. ↑  Woodworth, pp. 18–19.
7. ↑  Smith, Stacey L. (2016). 《Beyond North and South: Putting the West in the Civil War and Reconstruction》. 《The Journal of the Civil War Era》 6. 566–591쪽. doi:10.1353/cwe.2016.0073. ISSN 2159-9807.
8. ↑  U.S. National Park Service, Civil War Battle Summaries by Campaign
9. ↑  Foote, vol. 1, pp. 86–89.
10. ↑  Mulligan, William H., "Interpreting the Civil War at Columbus-Belmont State Park and Sacramento, Kentucky: Two Case Studies" 보관됨 2006-09-14 - 웨이백 머신, paper presented at "International, Multicultural, Interdisciplinary: Public History Policy and Practice", the 20th Annual Conference of the National Council on Public History, April 16–19, 1998, Austin, Texas.
11. ↑  Foote, vol. 1, pp. 144–52, 178–79.
12. ↑  Cunningham, pp. 44–45, 48–50.
13. ↑  Cunningham, pp. 57–66.
14. ↑  Cunningham, pp. 83, 94–95.
15. ↑  Cunningham, pp. 72–73, 88–89.
16. ↑  Kennedy, pp. 48–52.
17. ↑  Kennedy, pp. 56–59.
18. ↑  Cunningham, pp. 384–95.
19. ↑  Cozzens (1997), pp. 32, 35–36.
20. ↑  Noe, pp. 22, 26–27, 30.
21. ↑  Noe, pp. 37–39, 72.
22. ↑  Noe, pp. 313, 336–38.
23. ↑  Cozzens (1997), pp. 43, 86–114.
24. ↑  Cozzens (1997), pp. 135–37, 315–17.
25. ↑  Kennedy, pp. 151–54.
26. ↑  Groom, p. 132.
27. ↑  Kennedy, pp. 157, 181.
28. ↑  Foote, vol. 2, pp. 70–71, 75–77.
29. ↑  Foote, vol. 2, pp. 64, 133–38.
30. ↑  Groom, pp. 281–87.
31. ↑  Foote, vol. 2, pp. 358–59, 384–86.
32. ↑  Groom, pp. 311–14, 323–25, 342–45.
33. ↑  Foote, vol. 2, pp. 606–14
34. ↑  Foote, vol. 2, pp. 102, 184–86, 670–75.
35. ↑  Foote, vol. 2, pp. 678–83.
36. ↑  Foote, vol. 2, pp. 687–88, 715–48.
37. ↑  Cozzens (1994), pp. 7, 61–65.
38. ↑  Cozzens (1994), pp. 173–90, 205–43, 273–95, 397.
39. ↑  Castel, pp. 63, 66.
40. ↑  Castel, pp. 78–79, 83–87, 127.
41. ↑  Castel, pp. 303–304, 319–20.
42. ↑  Castel, pp. 360–61, 522–24.
43. ↑  Sword, pp. 46–51, 59–62.
44. ↑  Sword, pp. 81, 152–55, 261–63.
45. ↑  Eicher, p. 774.
46. ↑  Sword, pp. 290–93, 386, 430–33.
47. ↑  Foote, vol. 3, pp. 614, 622–23.
48. ↑  Foote, vol. 3, pp. 642–54, 711–14.
49. ↑  Hughes, pp. 1–3.
50. ↑  Hughes, pp. 2–3, 21.
51. ↑  Hughes, pp. 21–24,89–91, 168.
52. ↑  Trudeau, pp. 213, 237–42.
53. ↑  Trudeau, pp. 12, 159–68, 252–59.
54. ↑  Brueske, The Last Siege, pp. 98-109 and 110-127
55. ↑  Trudeau, pp. 6–8, 176–84.
56. ↑  Trudeau, pp. 259–62, 293–94.
57. ↑  All strengths and casualties are cited in the named articles. The Siege of Vicksburg (37,532 total casualties), the Battle of Fort Donelson (16,537), and the Battle of Island Number Ten (7,108) have been omitted from this list because the casualty figures include very high percentages of Confederate soldiers surrendered.
58. ↑  29,495명의 남부 연합군 포로(및 가석방자) 포함.

## 더 읽어보기
- Bush, Bryan S. The Civil War Battles of the Western Theatre. Paducah, KY: Turner Publishing Co., 1998. ISBN 1-56311-434-8.
- Cozzens, Peter. No Better Place to Die: The Battle of Stones River. Urbana: University of Illinois Press, 1990. ISBN 0-252-06229-9.
- Cozzens, Peter. This Terrible Sound: The Battle of Chickamauga. Urbana: University of Illinois Press, 1992. ISBN 0-252-01703-X.
- Grant, Ulysses S. Personal Memoirs of U. S. Grant. 2 vols. Charles L. Webster & Company, 1885–86. ISBN 0-914427-67-9.
- Jones, Evan C., and Wiley Sword, eds. Gateway to the Confederacy: New Perspectives on the Chickamauga and Chattanooga Campaigns, 1862–1863. Baton Rouge: 루이지애나 주립대학교 출판부, 2014. ISBN 978-0-8071-5509-7.
- Sherman, William T. Memoirs of General W.T. Sherman 보관됨 2012-09-10 - archive.today. 2nd ed. New York: Library of America, 1990. ISBN 0-940450-65-8. First published 1889 by D. Appleton & Co.
- Smith, Timothy B. Grant Invades Tennessee: The 1862 Battles for Forts Henry and Donelson. Lawrence: 캔자스 대학교 출판부, 2016. ISBN 978-0-7006-2313-6.
- Smith, Timothy B. Shiloh: Conquer or Perish. Lawrence: University Press of Kansas, 2014. ISBN 978-0-7006-1995-5.
- Welcher, Frank J. The Union Army, 1861–1865 Organization and Operations. Vol. 2, The Western Theater. Bloomington: 인디애나 대학교 출판부, 1993. ISBN 0-253-36454-X.
- Woodworth, Steven E. Nothing but Victory: The Army of the Tennessee, 1861–1865. New York: Alfred A. Knopf, 2005. ISBN 0-375-41218-2.
- Smith, Stacey L. "Beyond North and South: Putting the West in the Civil War and Reconstruction." *Journal of the Civil War Era* 6, no. 4 (2016): 566-591.
- Teters, Kristopher A. *Practical Liberators: Union Officers in the Western Theater during the Civil War*. Chapel Hill: University of North Carolina Press, 2018. ISBN 978-1-4696-3387-5.

### 역사학
- Smith, Stacey L. "Beyond North and South: Putting the West in the Civil War and Reconstruction," Journal of the Civil War Era (Dec 2016) 6#4 pp. 566–591. DOI:10.1353/cwe.2016.0073 excerpt